# Arquitetura italianizante

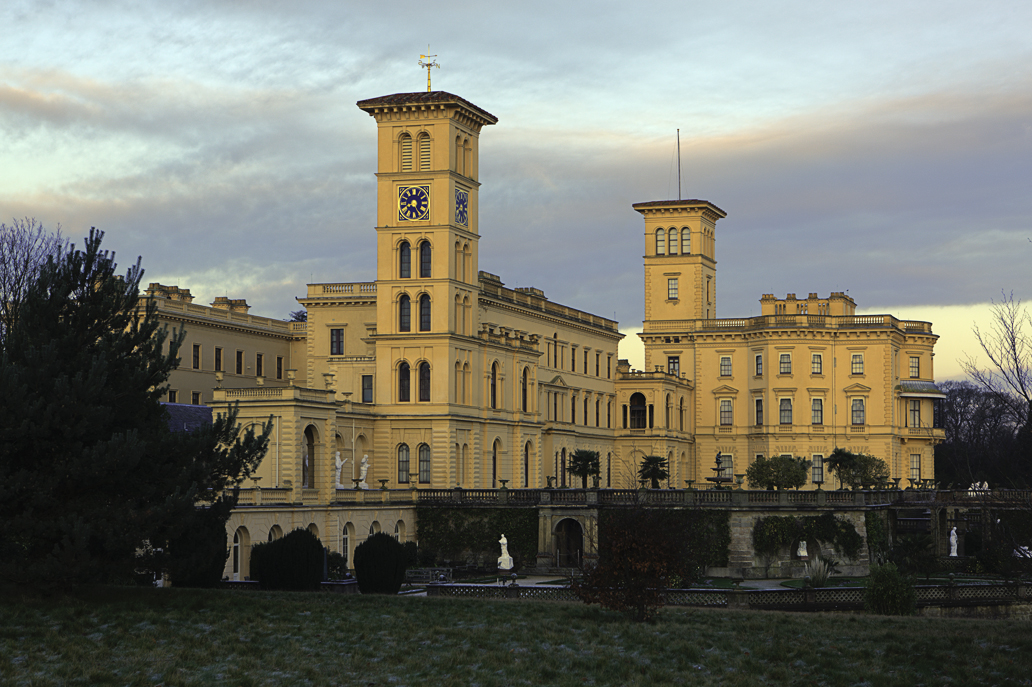
Osborne House na Ilha de Wight, Inglaterra, construída entre 1845 e 1851. Exibe três características típicas do estilo italianizante: uma cornija com suportes proeminentes, torres baseadas em campanários e belvederes italianos e janelas em arco adjacentes.

A arquitetura italianizante ou arquitetura italianizada foi uma fase do século XIX distinta na história da arquitetura clássica. Como o palladianismo e o neoclassicismo, o estilo italianizante combinou sua inspiração dos modelos e vocabulário arquitetônico da arquitetura renascentista italiana do século XVI com estética pitoresca. O estilo de arquitetura resultante era essencialmente de seu próprio tempo. "O olhar para trás transforma seu objeto", escreveu Sigfried Giedion sobre os estilos arquitetônicos historicistas; "cada espectador em cada período — a cada momento, de fato — inevitavelmente transforma o passado de acordo com sua própria natureza."
O estilo italianizante foi desenvolvido pela primeira vez na Grã-Bretanha por volta de 1802 por John Nash, com a construção de Cronkhill em Shropshire. Esta pequena casa de campo é geralmente aceita como a primeira villa italianizante na Inglaterra, da qual deriva a arquitetura italianizante do final da era Regency e do início da era vitoriana. O estilo italianizante foi posteriormente desenvolvido e popularizado pelo arquiteto Sir Charles Barry na década de 1830. O estilo italianizante de Barry (ocasionalmente denominado "Barryesque") inspirou-se fortemente em seus padrões nas construções do Renascimento italiano, embora às vezes em desacordo com as villas italianizantes semi-rústicas de Nash.
O estilo foi empregado em várias formas no exterior muito depois de seu declínio em popularidade na Grã-Bretanha. Por exemplo, do final da década de 1840 a 1890, alcançou enorme popularidade nos Estados Unidos, onde foi promovido pelo arquiteto Alexander Jackson Davis.

## Elementos
Os principais componentes visuais deste estilo incluem:
- Telhados baixos ou planos; o telhado é frequentemente inclinado
- Beirais salientes apoiados em mísulas
- Imponentes estruturas de cornija
- Janelas e portas com frontão
- Janelas arqueadas, frontais ou serlianas com arquitraves e arquivoltas pronunciadas
- Janelas altas no primeiro andar sugerindo um piano nobile
- Belvedere ou torres signoriais com mata-cães
- Cúpulas
- Quoins
- Lógias
- Balaustradas escondendo a paisagem do telhado
- Cerca de 15% das casas italianizantes nos Estados Unidos incluem uma torre[7]

## Por região

### Inglaterra e País de Gales

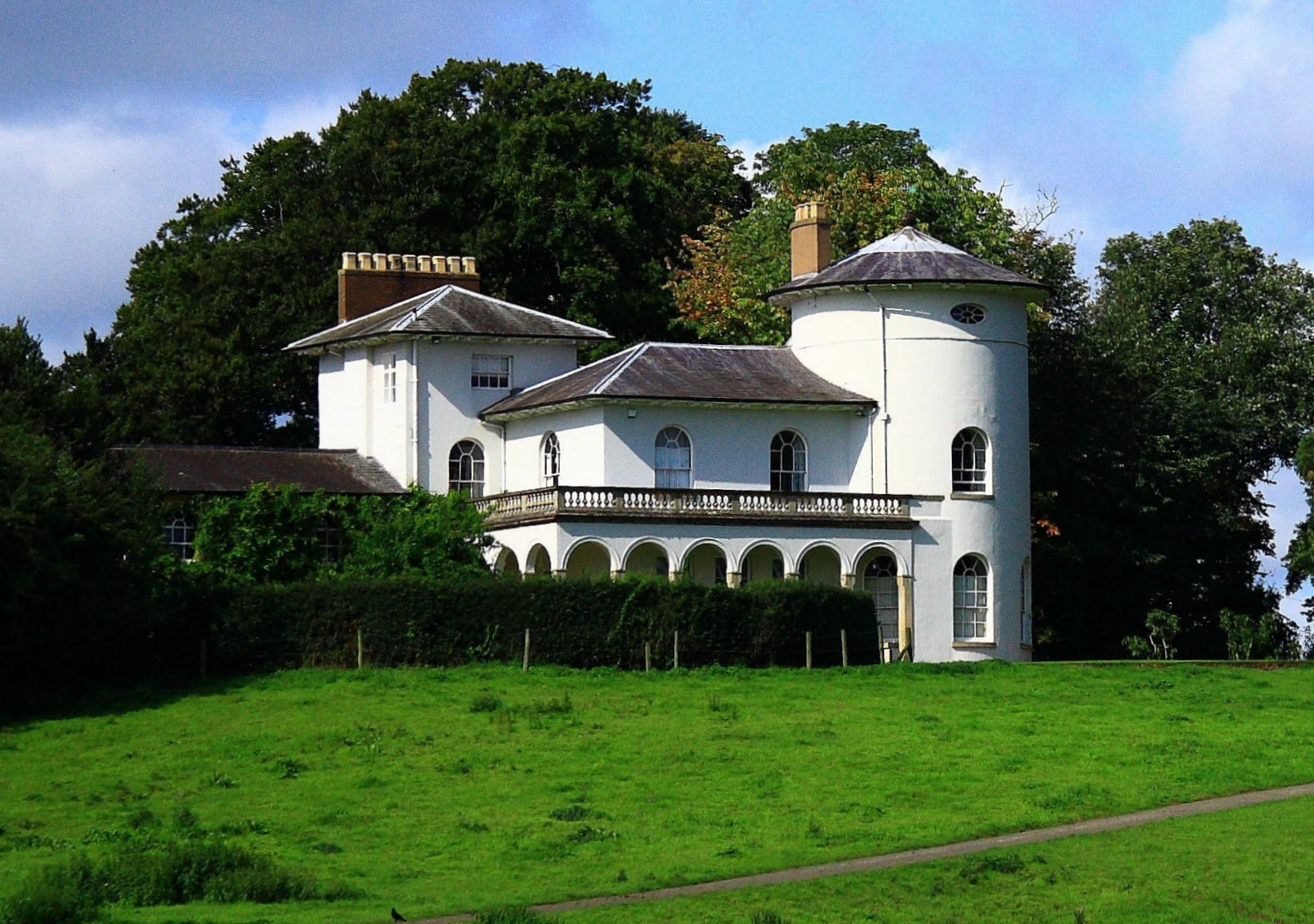
Cronkhill, projetada por John Nash, a primeira villa italianizante da Inglaterra

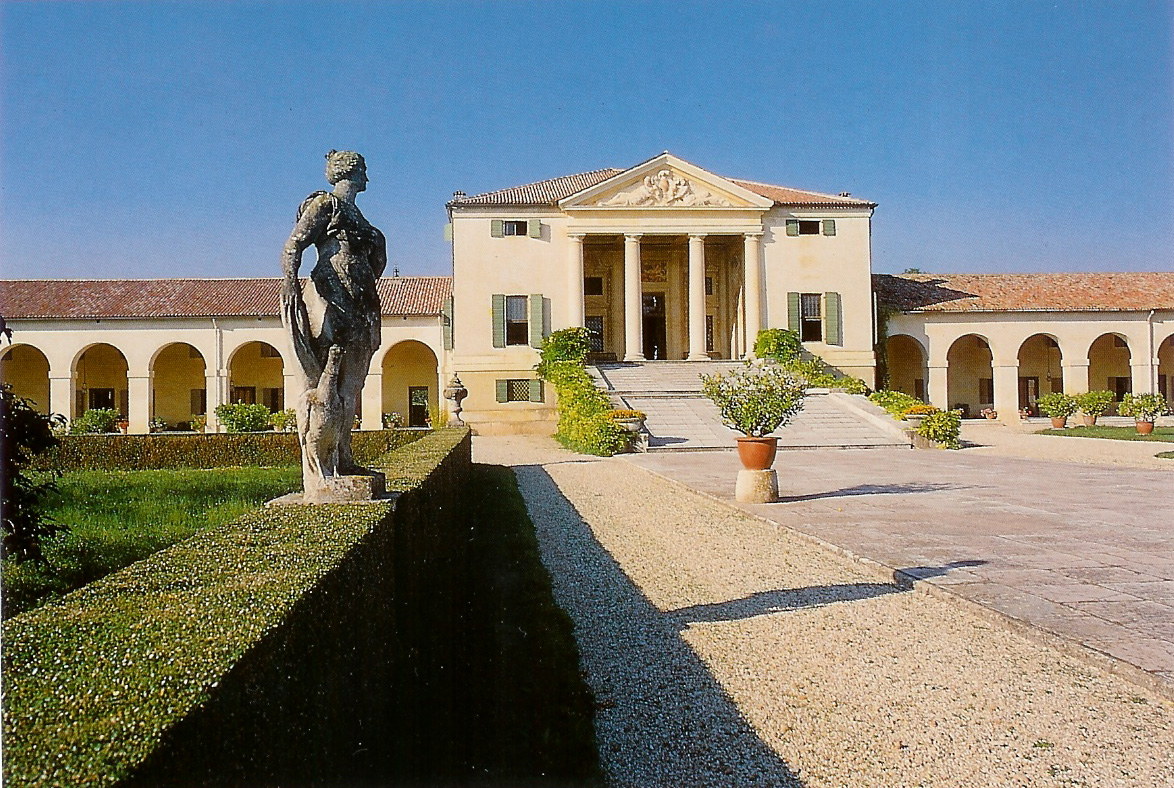
Villa Emo de Palladio, 1559. As grandes villas italianas eram frequentemente o ponto de partida para as construções do estilo italianizante do século XIX.

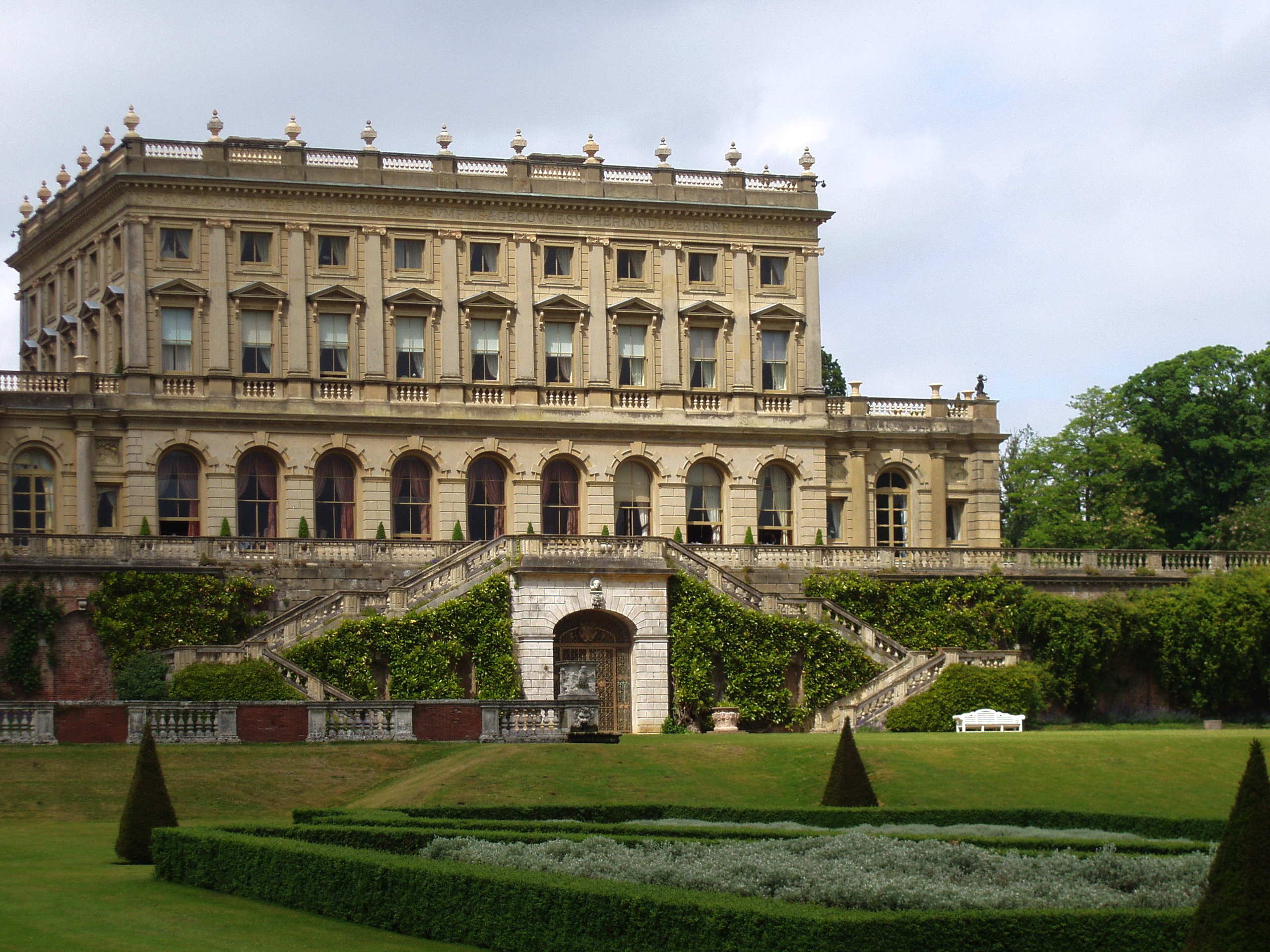
Cliveden: mansão neorrenascentista italianizante de Charles Barry, com "alusões confiantes à riqueza dos príncipes mercadores italianos."

Uma sugestão tardia do desenvolvimento do estilo italianizante por John Nash foi seu projeto de 1805 do Sandridge Park em Stoke Gabriel, em Devon. Encomendado pela viúva Lady Ashburton como um retiro rural, esta pequena casa de campo mostra claramente a transição entre o pitoresco de William Gilpin e o italianismo ainda não totalmente evoluído de Nash. Embora esta casa ainda possa ser descrita como Regency, seu plano assimétrico informal, juntamente com suas galerias e varandas de pedra e ferro forjado; torre e telhado baixo são claramente muito semelhantes ao projeto totalmente italianizante de Cronkhill, a casa geralmente considerada o primeiro exemplo do estilo italianizado na Grã-Bretanha.
Exemplos posteriores do estilo italianizado na Inglaterra tendem a assumir a forma de construção em estilo palladiano, muitas vezes realçada por uma torre de belvedere completa com balaustrada do tipo renascentista no nível do telhado. Essa é geralmente uma interpretação mais estilística do que arquitetos e clientes imaginaram ser o caso na Itália, e utiliza mais obviamente os temas renascentistas italianos do que aqueles exemplos anteriores do estilo italianizado de Nash.
Sir Charles Barry, mais conhecido por suas obras nos estilos Tudor e gótico nas Casas do Parlamento em Londres, foi um grande promotor do estilo. Ao contrário de Nash, ele encontrou sua inspiração na própria Itália. Barry se inspirou fortemente nos projetos das villas renascentistas originais de Roma, do Lácio e do Vêneto ou, como ele disse: "...o caráter encantador das villas irregulares da Itália." Sua obra mais definidora neste estilo foi a grande mansão neorrenascentista Cliveden, enquanto o Reform Club de 1837–41 em Pall Mall representa um pastiche convincentemente autêntico do Palácio Farnésio em Roma, embora em uma ordem jônica 'grega' no lugar da ordem coríntia original de Michelangelo. Embora tenho sido alegado que um terço das primeiras casas de campo vitorianas na Inglaterra usavam estilos clássicos, principalmente italianizados, em 1855 o estilo estava caindo em desuso e Cliveden passou a ser considerado "um ensaio em declínio em uma moda em declínio."
Anthony Salvin ocasionalmente projetava no estilo italianizante, especialmente no País de Gales, em Hafod House, Carmarthenshire, e Penoyre House, Powys, descrita por Mark Girouard como "a casa clássica mais ambiciosa de Salvin."
Thomas Cubitt, um empreiteiro de construção de Londres, incorporou linhas clássicas simples do estilo italianizado, conforme definido por Sir Charles Barry em muitos de suas casas geminadas em Londres. Cubitt projetou a Osborne House sob a direção do príncipe Alberto de Saxe-Coburgo-Gota, e foi a reformulação de Cubitt de sua arquitetura de rua bidimensional nesta mansão independente que seria a inspiração para inúmeras villas italianizadas em todo o Império Britânico.
Após a conclusão da Osborne House em 1851, o estilo se tornou uma escolha popular de design para as pequenas mansões construídas pelos novos e ricos industriais da época. Essas foram construídas principalmente em cidades cercadas por jardins grandes, mas não extensos, muitas vezes dispostos também em estilo toscano. Em algumas ocasiões, projetos muito semelhantes, se não idênticos, a essas villas italianizadas eram cobertos por telhados de mansarda e, então, denominados de chateauesque. No entanto, "após uma modesta onda de villas italianizadas e chateaux franceses" em 1855, o estilo mais favorecido de uma casa de campo inglesa era o gótico, o Tudor ou o elizabetano.
O estilo italianizado chegou à pequena cidade de Newton Abbot e à aldeia de Starcross em Devon, com as casas de bombas dos aeromóveis de Isambard Kingdom Brunel. O estilo foi mais tarde usado por Humphrey Abberley e Joseph Rowell, que projetaram um grande número de casas, com a nova estação ferroviária como ponto focal, por Lord Courtenay, que viu o potencial da era ferroviária.
Um exemplo pouco conhecido, mas um exemplo claro de arquitetura italianizante, é a igreja anglicana de São Cristovão em Hinchley Wood, Surrey, especialmente devido ao design de sua torre sineira.
Portmeirion em Gwynedd, Gales do Norte, é uma fantasia arquitetônica projetada em um estilo barroco do sul da Itália e construída por Sir Clough Williams-Ellis entre 1925 e 1975 em um estilo solto de uma aldeia italiana. Atualmente é propriedade de um fundo de caridade. Williams-Ellis incorporou fragmentos de edifícios demolidos, incluindo obras de vários outros arquitetos. A bricolagem arquitetônica de Portmeirion e a nostalgia deliberadamente fantasiosa foram notadas como uma influência no desenvolvimento do pós-modernismo na arquitetura no final do século XX.

### Escócia

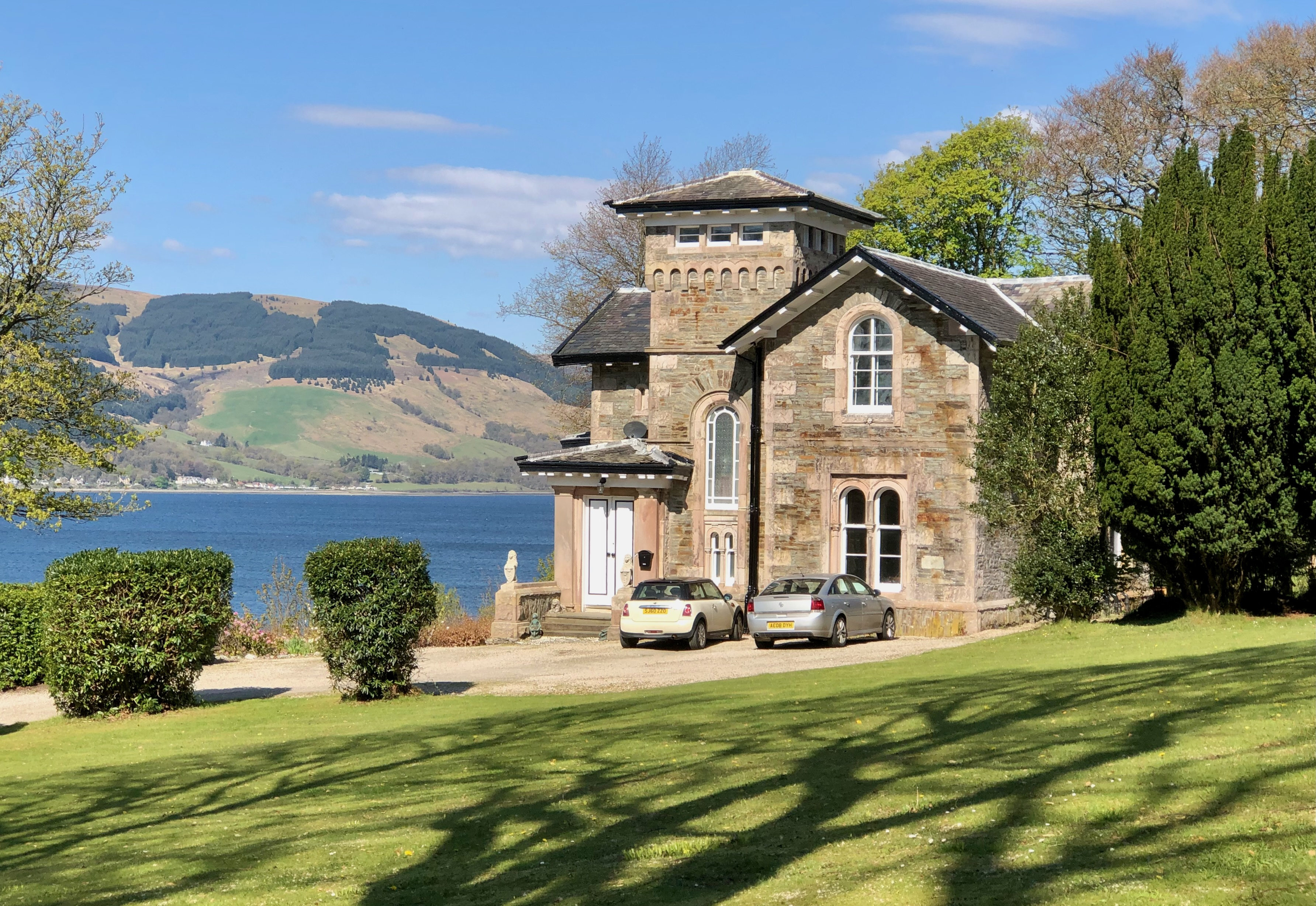
Villa italiana de Thomson, Craig Ailey

O estilo italianalizado foi comparativamente menos prevalente na arquitetura escocesa,[carece de fontes?] exemplos incluem alguns dos primeiros trabalhos de Alexander Thomson (Thomson "grego") e edifícios como o lado oeste da George Square.

### Líbano
A influência italiana, especificamente toscana, na arquitetura do Líbano remonta ao Renascimento, quando Fakhreddine, o primeiro governante libanês que realmente unificou o Monte Líbano com sua costa mediterrânea, executou um plano ambicioso para desenvolver seu país.
Quando os otomanos exilaram Fakhreddine para a Toscana em 1613, ele fez uma aliança com os Médici. Após seu retorno ao Líbano em 1618, ele começou a modernizar o país. Ele desenvolveu uma indústria de seda, melhorou a produção de azeite de oliva e trouxe consigo vários engenheiros italianos que começaram a construir mansões e edifícios civis por todo o país. As cidades de Beirute e Sídon foram especialmente construídas no estilo italianizado. A influência desses edifícios, como os de Deir al-Qamar, influenciou a construção no Líbano por muitos séculos e continua até os dias atuais. Po exemplo, ruas como a Rue Gouraud continuam a ter inúmeras casas históricas com influência italianizada.

### Estados Unidos

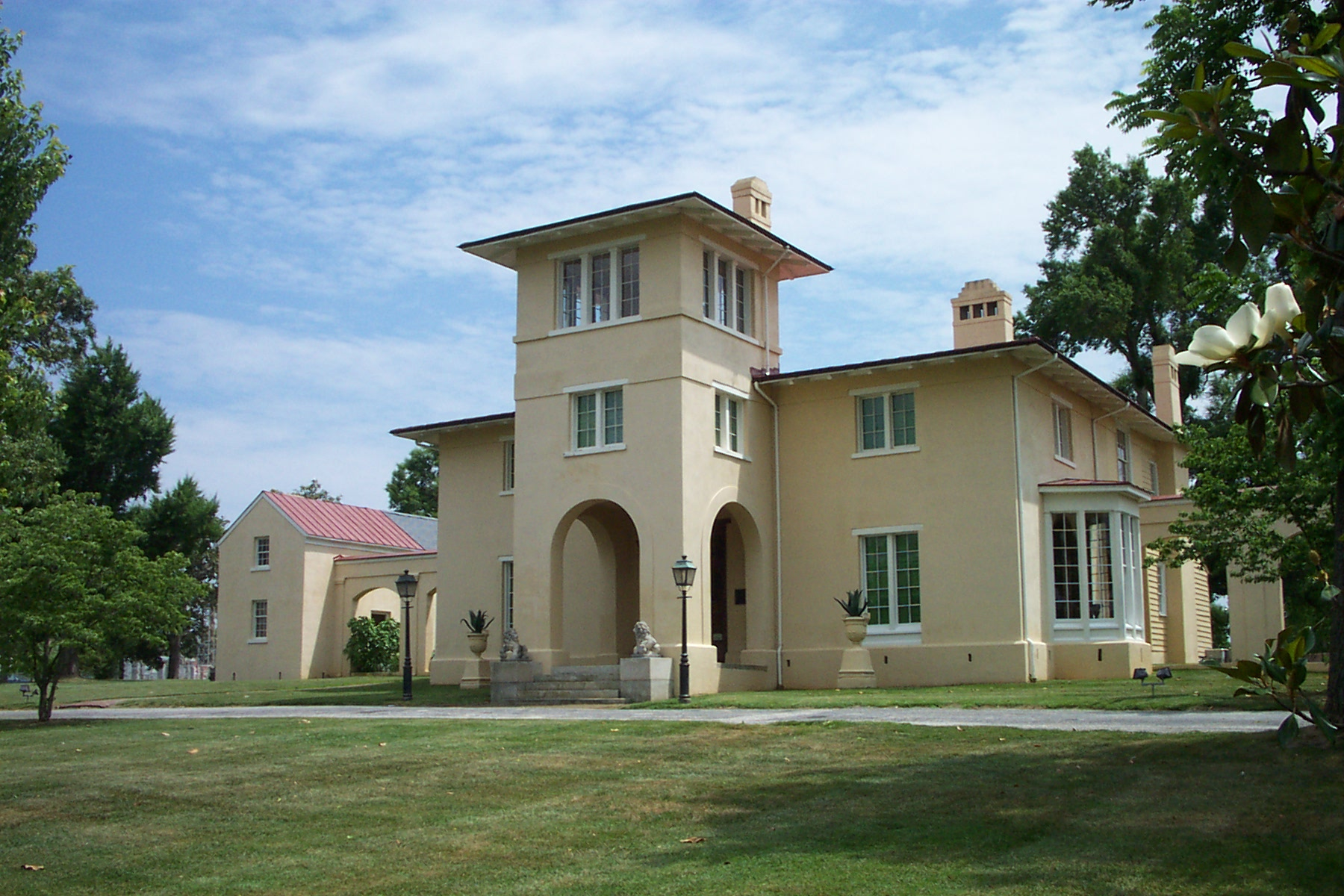
Blandwood Mansion and Gardens em Greensboro, Carolina do Norte

#### Costa Leste dos Estados Unidos
O estilo italianizado foi popularizado nos Estados Unidos por Alexander Jackson Davis na década de 1840 como uma alternativa aos estilos gótico ou neogrego. O projeto de Davis para a Blandwood é o exemplo mais antigo sobrevivente de arquitetura italianizada nos Estados Unidos, construído em 1844 como residência do governador da Carolina do Norte, John Motley Morehead. É um exemplo antigo de arquitetura italianizada, mais próximo em ethos das obras italianizadas de Nash do que dos projetos mais inspirados no Renascimento de Barry. A Litchfield Villa de Davis, datada de 1854, em Prospect Park, Brooklyn, é um exemplo esplêndido do estilo. Foi inicialmente referida como o estilo "Villa Italiana" ou "Villa Toscana". Richard Upjohn usou o estilo extensivamente, começando em 1845 com a Edward King House. Outros praticantes importantes do estilo foram John Notman e Henry Austin. Notman projetou "Riverside" em 1837, a primeira casa no estilo "Villa Italiana" em Burlington, Nova Jérsei (hoje destruída).
O estilo italianizado foi reinterpretado para se tornar um estilo indígena. Ele se distingue por seu exagero pronunciado de muitas características do Renascimento italiano: beirais enfáticos apoiados por mísulas, telhados baixos quase imperceptíveis do chão, ou mesmo telhados planos com uma projeção ampla. Uma torre é frequentemente incorporada sugerindo o belvedere italiano ou mesmo a torre do campanário. Padrões extraídos do estilo italianizado foram incorporados ao repertório dos construtores comerciais e aparecem na arquitetura vitoriana que data de meados do final do século XIX.
Esse estilo arquitetônico se tornou mais popular do que o neogrego no início da Guerra Civil. Sua popularidade se deveu à sua adequação a muitos materiais de construção e orçamentos diferentes, bem como ao desenvolvimento da tecnologia de ferro fundido e metal prensado, tornando a produção mais eficiente de elementos decorativos, como suportes e cornijas. No entanto, o estilo foi substituído em popularidade no final da década de 1870 pelos estilos Rainha Ana e neocolonial.

#### Outras regiões dos Estados Unidos

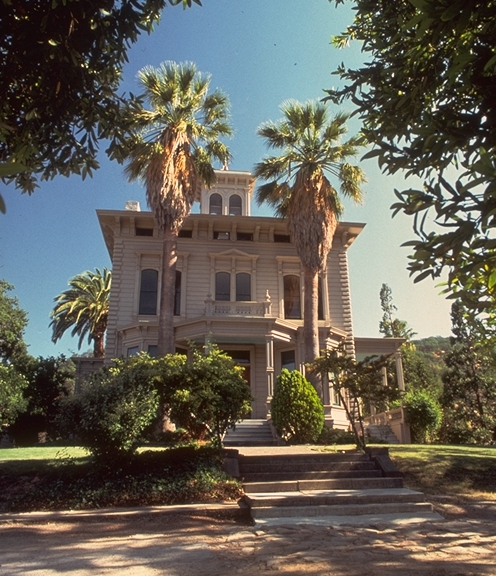
The Italianate 1883 John Muir Mansion in Martinez, Califórnia

A popularidade da arquitetura italianizada no período posterior a 1845 pode ser vista em Cincinnati, Ohio, a primeira cidade em expansão dos Estados Unidos a oeste dos Apalaches. Essa cidade, que cresceu junto com o tráfego no rio Ohio, apresenta indiscutivelmente a maior coleção única de construções italianizantes nos Estados Unidos em seu bairro Over-the-Rhine, construído principalmente por imigrantes teuto-americanos que viviam na área densamente povoada. Nos últimos anos, maior atenção tem sido dada à preservação desta coleção impressionante, com esforços de renovação em larga escala começando a reparar a degradação urbana. As cidades vizinhas de Cincinnati, Newport e Covington, também contém uma coleção impressionante de arquitetura italianizante.
O Garden District de Nova Orleães apresenta exemplos do estilo italianizado, incluindo:
- 1331 First Street, projetada por Samuel Jamison,
- a mansão de Van Benthuysen-Elms na 3029 St. Charles Avenue, e
- 2805 Carondelet Street (tecnicamente localizado a um quarteirão do Garden District).

Na Califórnia, as primeiras residências vitorianas eram versões em madeira do estilo italianizado, como a mansão de James Lick, a mansão de John Muir e a mansão Bidwell, antes que os estilos Stick-Eastlake e Rainha Ana fossem substituídos. Muitas, apelidadas Painted ladies, permanecem e são celebradas em São Francisco. Um exemplo tardio em alvenaria é a Primeira Igreja de Cristo, Cientista em Los Angeles.
Além disso, o United States Lighthouse Board, por meio do trabalho do coronel Orlando Metcalfe Poe, produziu uma série de faróis e estruturas associadas de estilo italianizado, sendo o principal deles o Farol de Grosse Point em Evanston, Illinois.

### Austrália

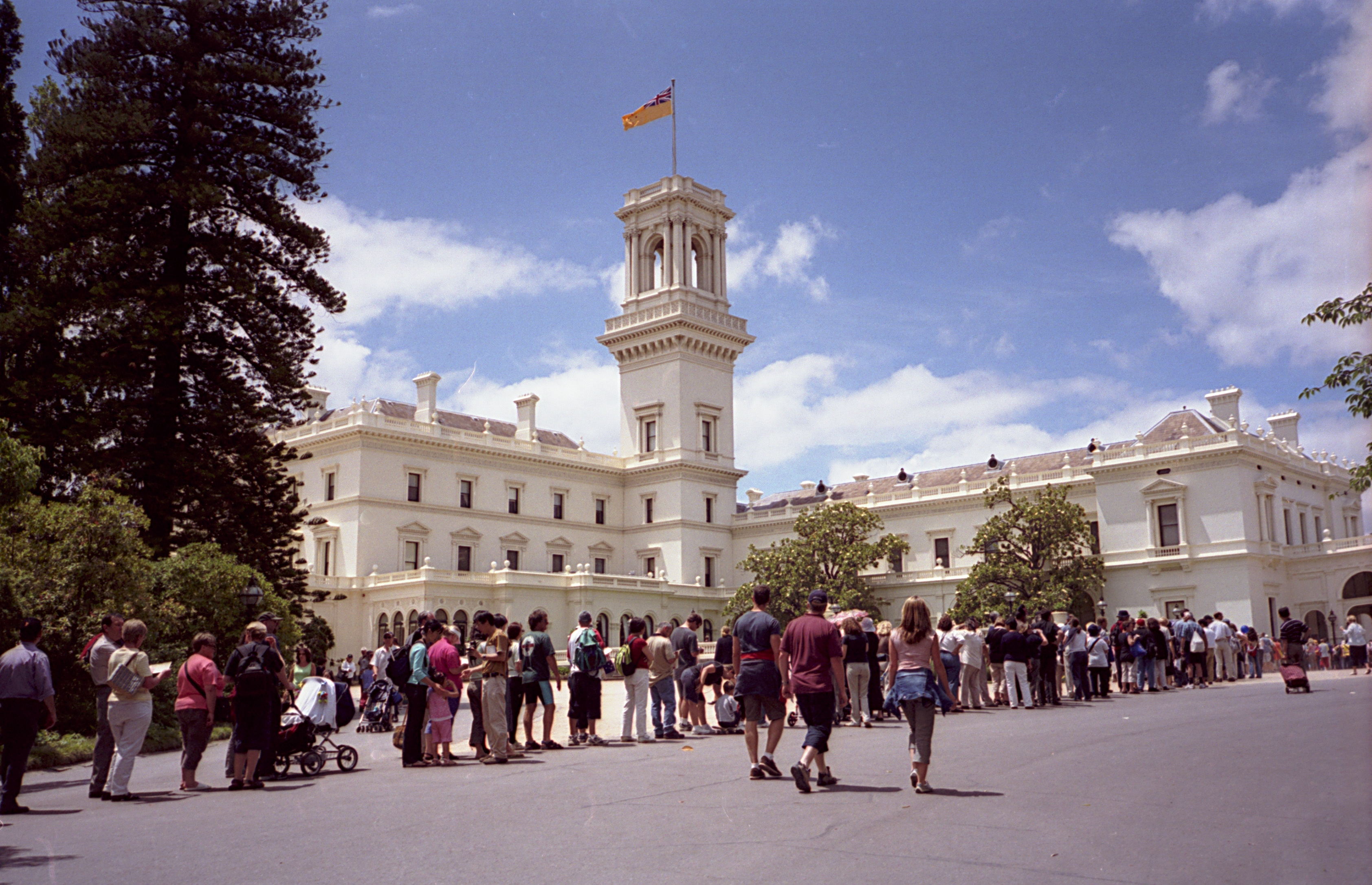
Government House (Melbourne), completed in 1876

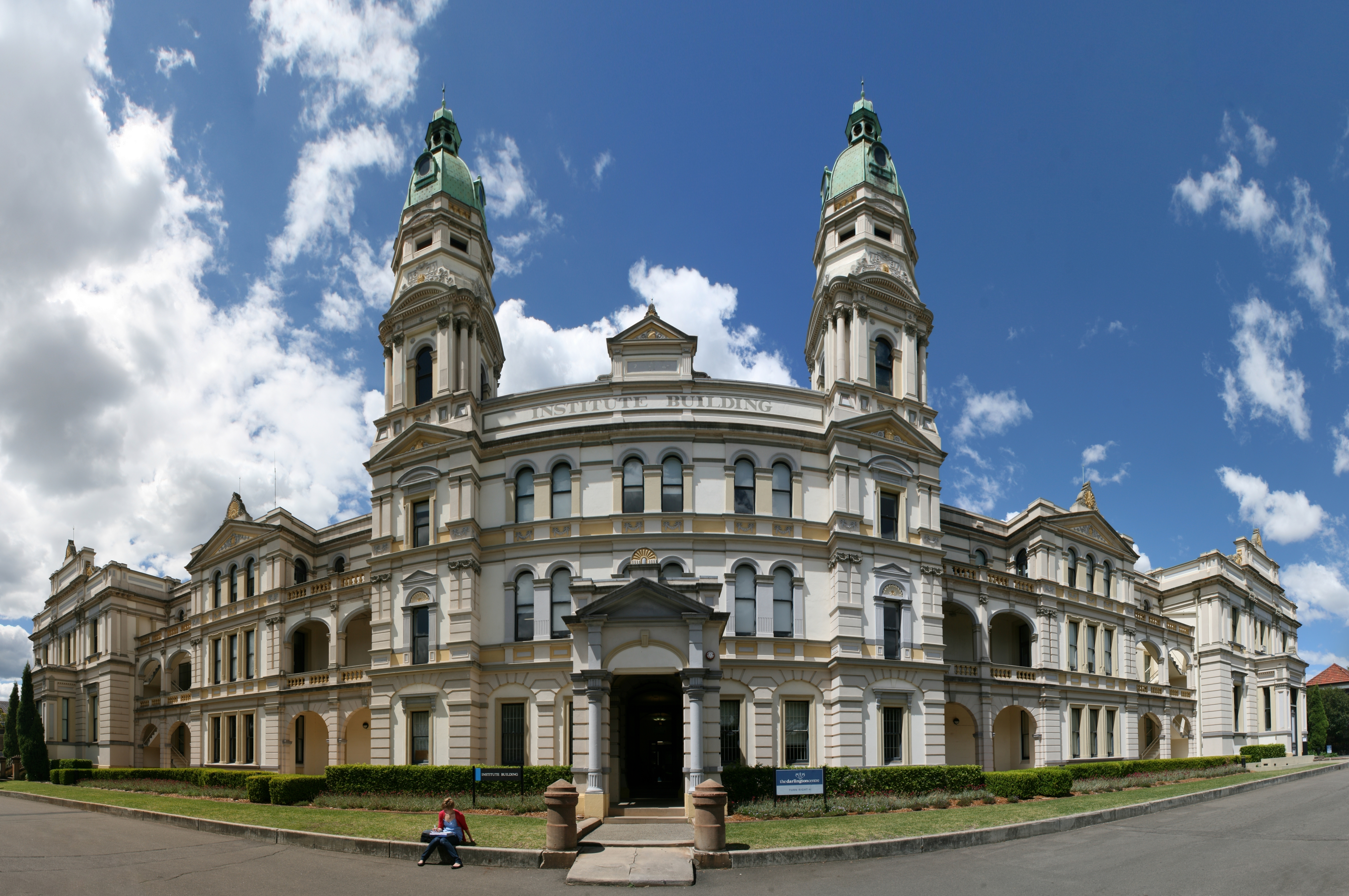
The Institute Building at the Universidade de Sydney in Darlington, Sydney

O estilo italianizado foi imensamente popular na Austrália como um estilo doméstico influenciando os subúrbios em rápida expansão das décadas de 1870-1880 e fornecendo fileiras de villas elegantes com telhados baixos, janelas salientes, janelas altas e cornijas clássicas. O arquiteto William Wardell projetou a Casa do Governo em Melbourne — a residência oficial do governador de Vitória — como um exemplo de seu "amor recém-descoberto pela arquitetura italianizada, palladiana e veneziana." De cor creme, com muitas características palladianas, não estaria fora de lugar entre as ruas e praças unificadas no Belgravia Thomas Cubitt, em Londres, exceto por sua torre signorial com mata-cães que Wardell coroou com um belvedere.
O telhado de quatro águas é escondido por um parapeito balaustrado. O bloco principal é ladeado por duas alas secundárias assimétricas inferiores que contribuem para uma massa pitoresca, melhor apreciada de uma vista em ângulo. A maior delas é dividida do bloco principal pela torre do belvedere. O menor, o bloco do salão de baile, é acessado por um porte-cochère com colunas projetado como um pórtico prostilo de um andar.
Muitos exemplos desse estilo são evidentes em Sydney e Melbourne, notavelmente o Old Treasury Building (1858), Leichhardt Town Hall (1888), Glebe Town Hall (1879) e a bela variedade de escritórios do governo estadual e federal voltados para os jardins no Treasury Place. No.2 Treasury Gardens (1874). Esse estilo digno, mas não excessivamente exuberante para escritórios do serviço público contrastava com as declarações grandiosas e mais formais dos estilos clássicos usados para edifícios do Parlamento. A aceitação do estilo italianizado para escritórios do governo foi sustentada até o século XX quando, em 1912, John Smith Murdoch projetou os Commonwealth Office Buildings como uma adição simpática a este distrito para formar um terraço estilisticamente unificado com vista para os jardins.
O estilo italianizante de arquitetura continuou a ser construído em postos avançados do Império Britânico muito depois de ter deixado de ser moda na própria Grã-Bretanha. A estação ferroviária de Albury na Nova Gales do Sul, concluída em 1881, é um exemplo desssa evolução posterior do estilo.

### Nova Zelândia
Como na Austrália, o uso do estilo italianizante para escritórios de serviço público se consolidou, mas usando materiais locais como madeira para criar a ilusão de pedra. Na época em que foi construída em 1856, a residência oficial do governador colonial em Auckland foi criticada pela desonestidade de fazer a madeira parecer pedra. O antigo Edifício do Governo em Wellington de 1875, são inteiramente construídos com madeira de kauri local, que tem execelentes propriedades para construção. (Auckland se desenvolveu mais tarde e preferiu detalhes góticos.) Como nos Estados Unidos, a construção em madeira comum na Nova Zelândia permitiu que esse estilo popular fosse renderizado em construções residenciais, como a Antrim House em Wellington, e a casa de fazenda Westoe em Rangitikei (1874), bem como tijolos renderizados na "The Pah", em Auckland (1880).
Em uma escala mais residencial, os subúrbios de cidades como Dunedin e Wellington se espalham com modestas, mas belas villas suburbanas com detalhes italianizados, como telhados baixos, janelas altas, quoins de canto e detalhes em pedra, tudo feito em madeira. Um bom exemplo é o local de nascimento da escritora Katherine Mansfield.

## Galeria de imagens

### Grã-Bretanha

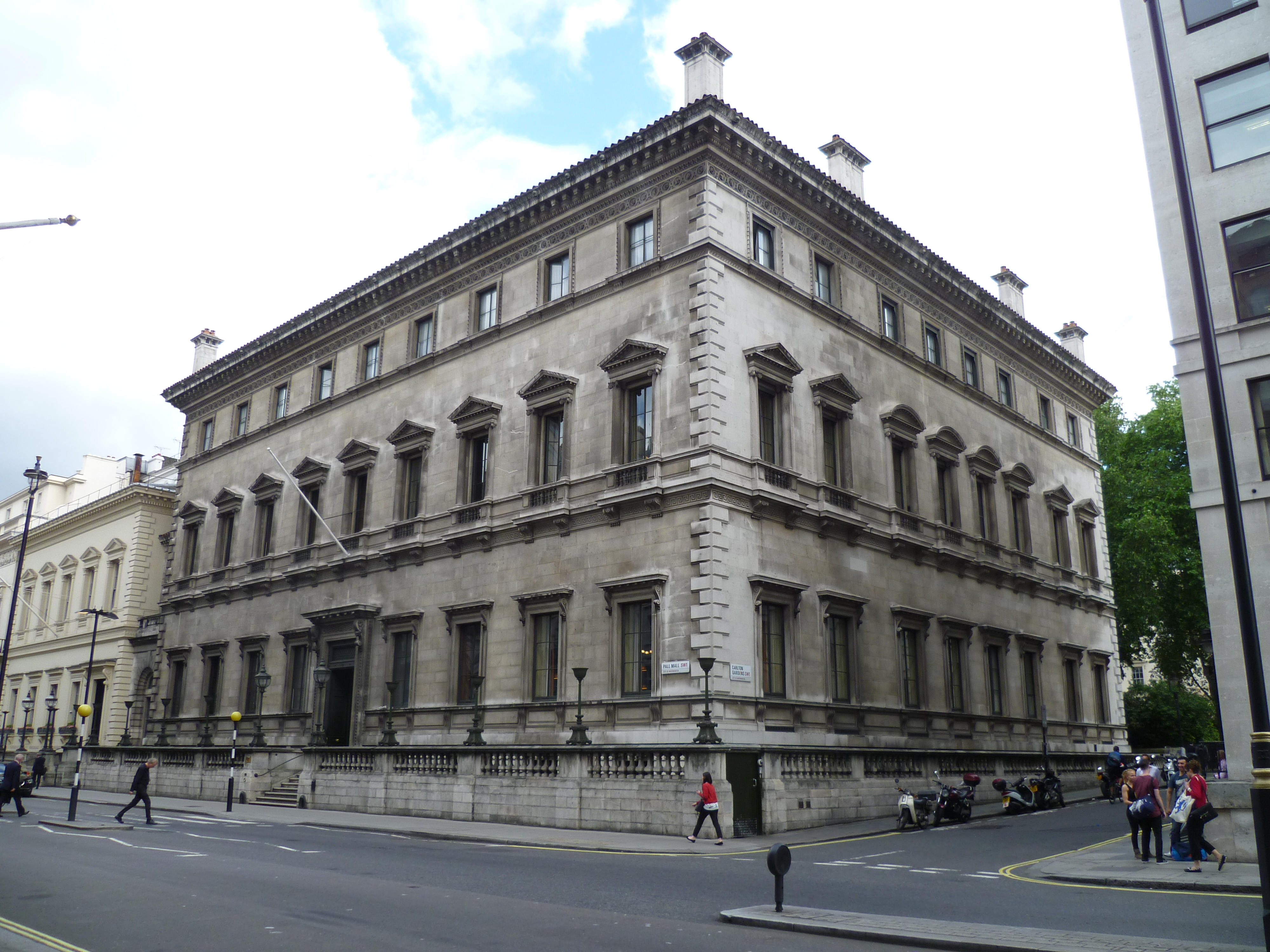
O Reform Club (1837–41) em Pall Mall, de Barry, foi altamente influente em seu design e contexto no coração das estruturas de poder em Londres
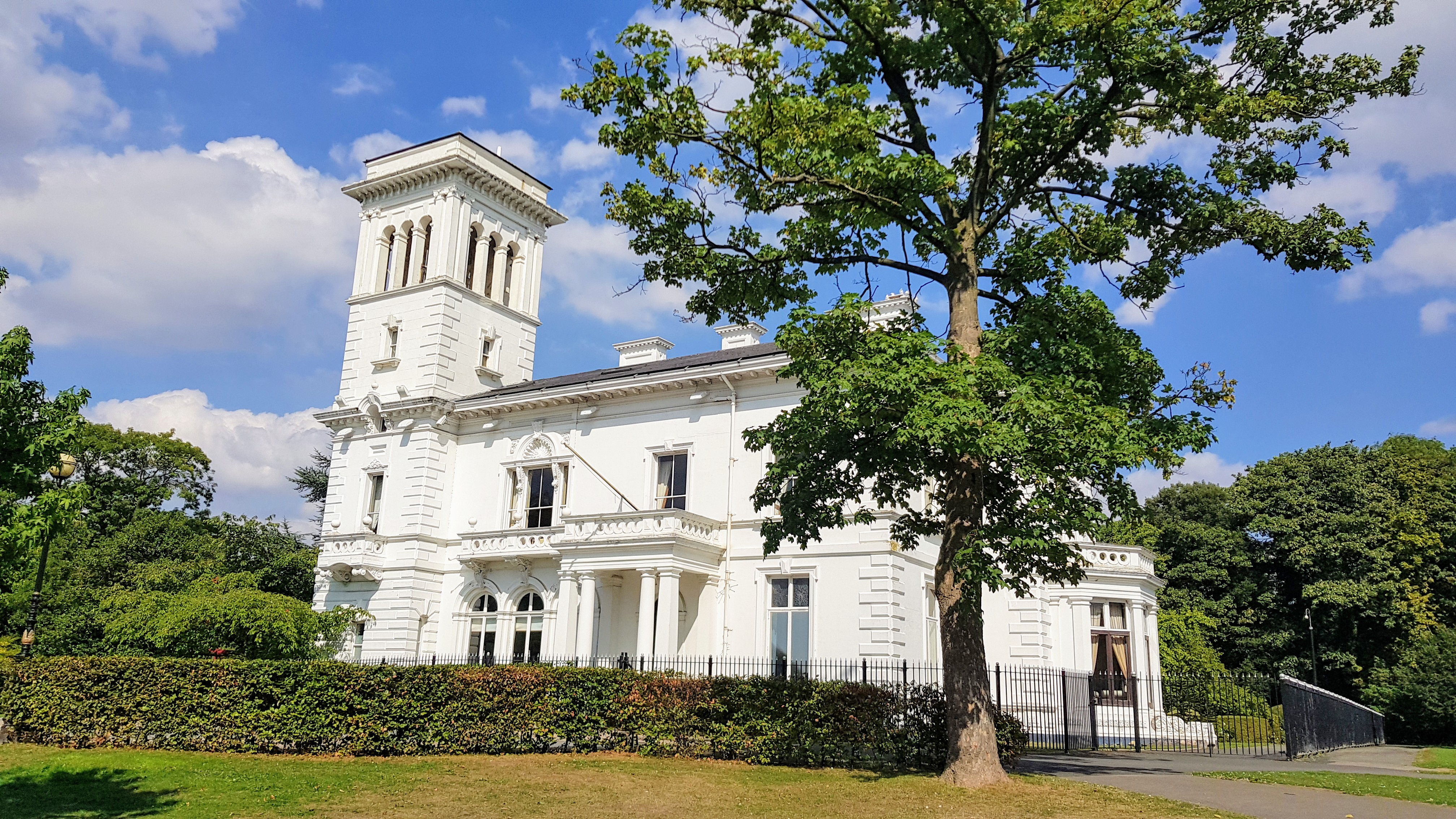
O aspecto principal e belvedere da Runcorn Town Hall em Cheshire, Inglaterra
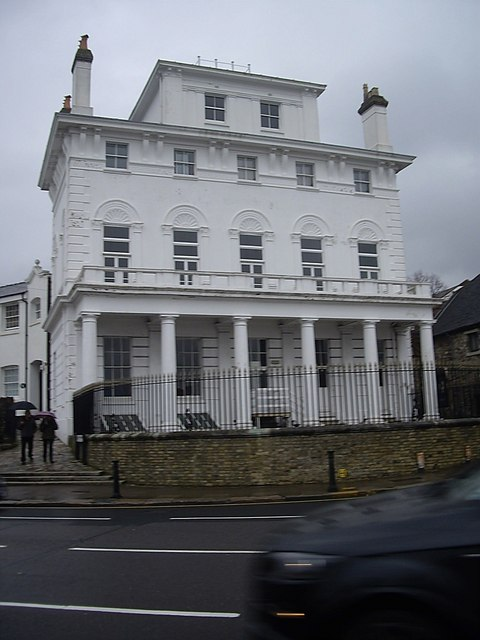
A antiga sede do Royal Southern Yacht Club em Southampton, Inglaterra, construída em 1846
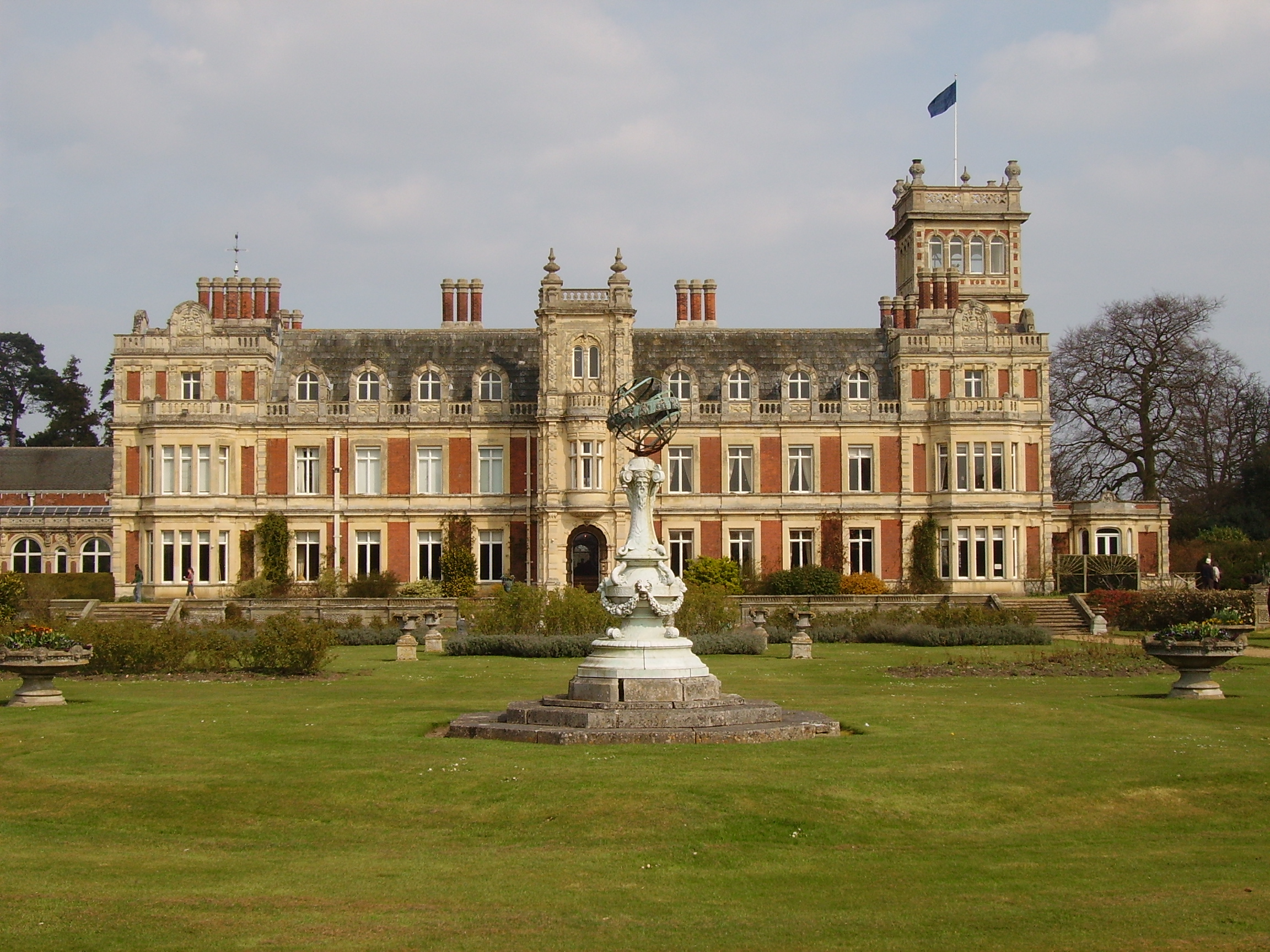
Somerleyton Hall perto de Lowestoft e Great Yarmouth na costa leste de East Anglia
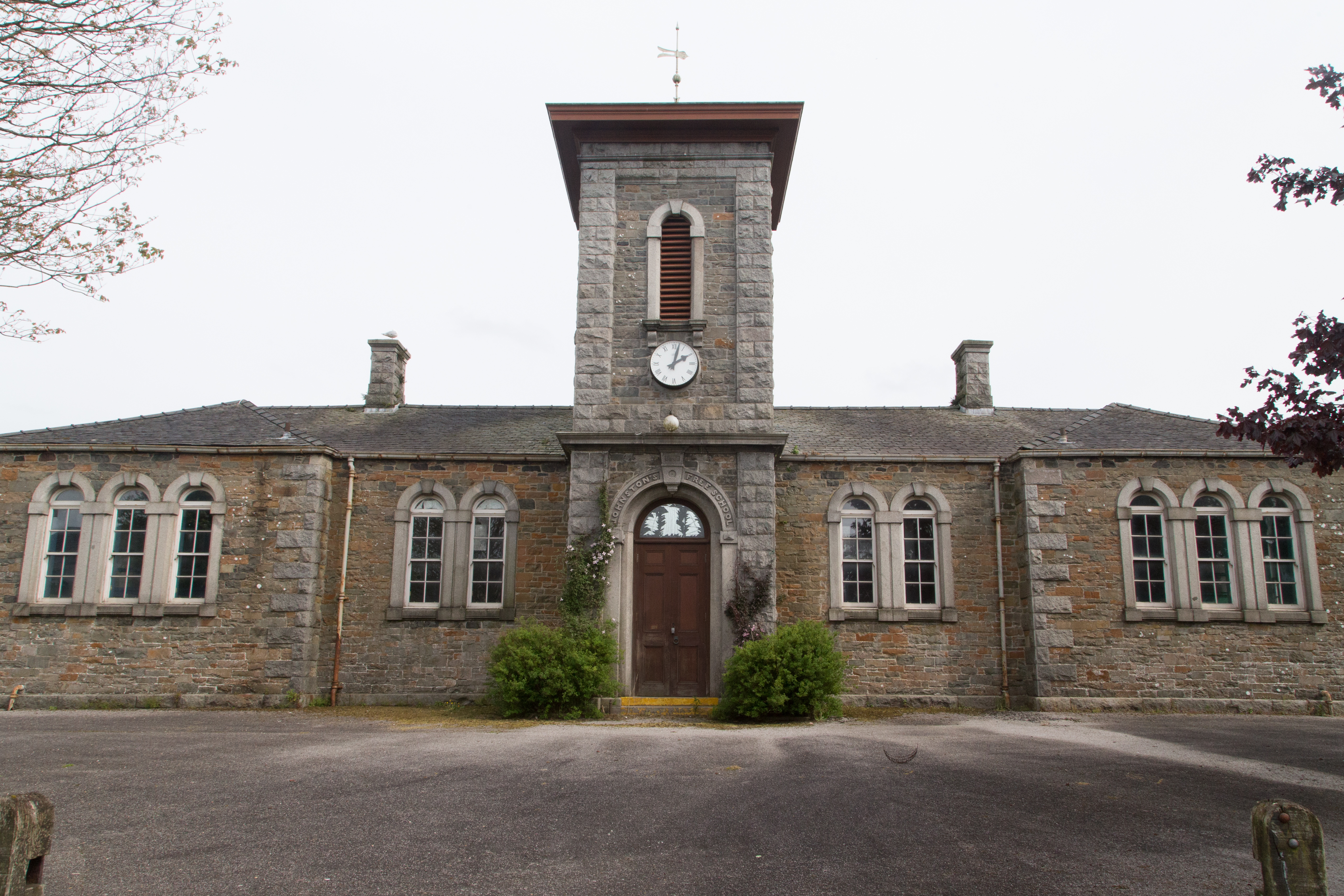
Johnston School, Kirkcudbright, 1847

### Estados Unidos

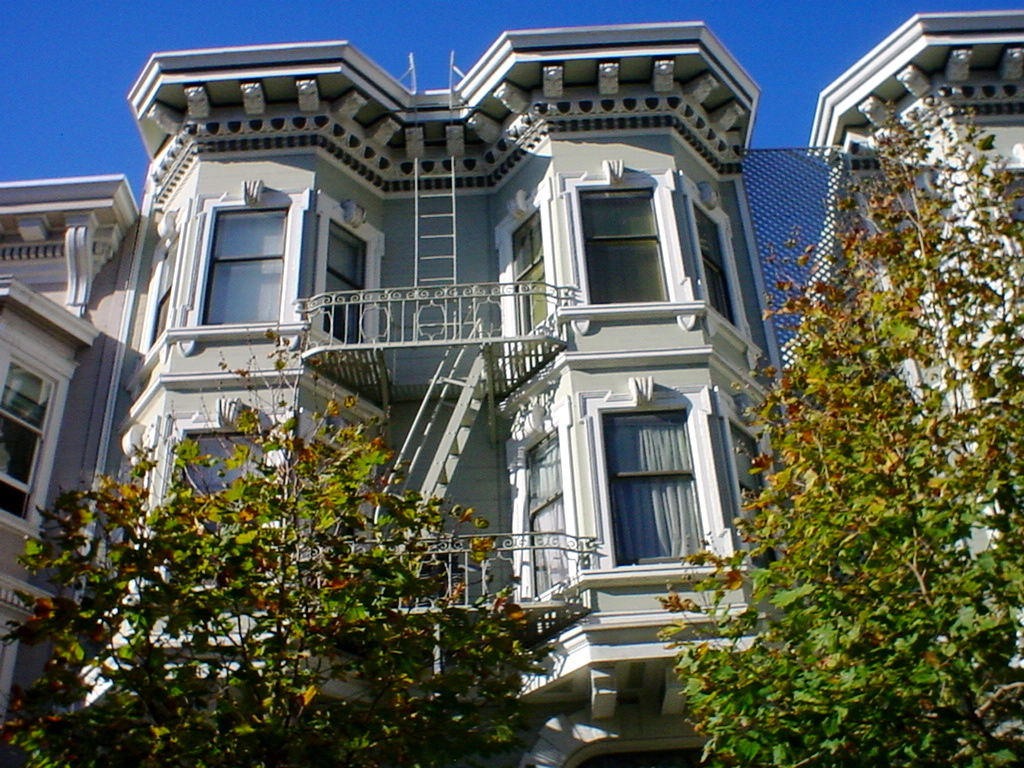
Painted Lady vitoriana italianizante em São Francisco, Califórnia
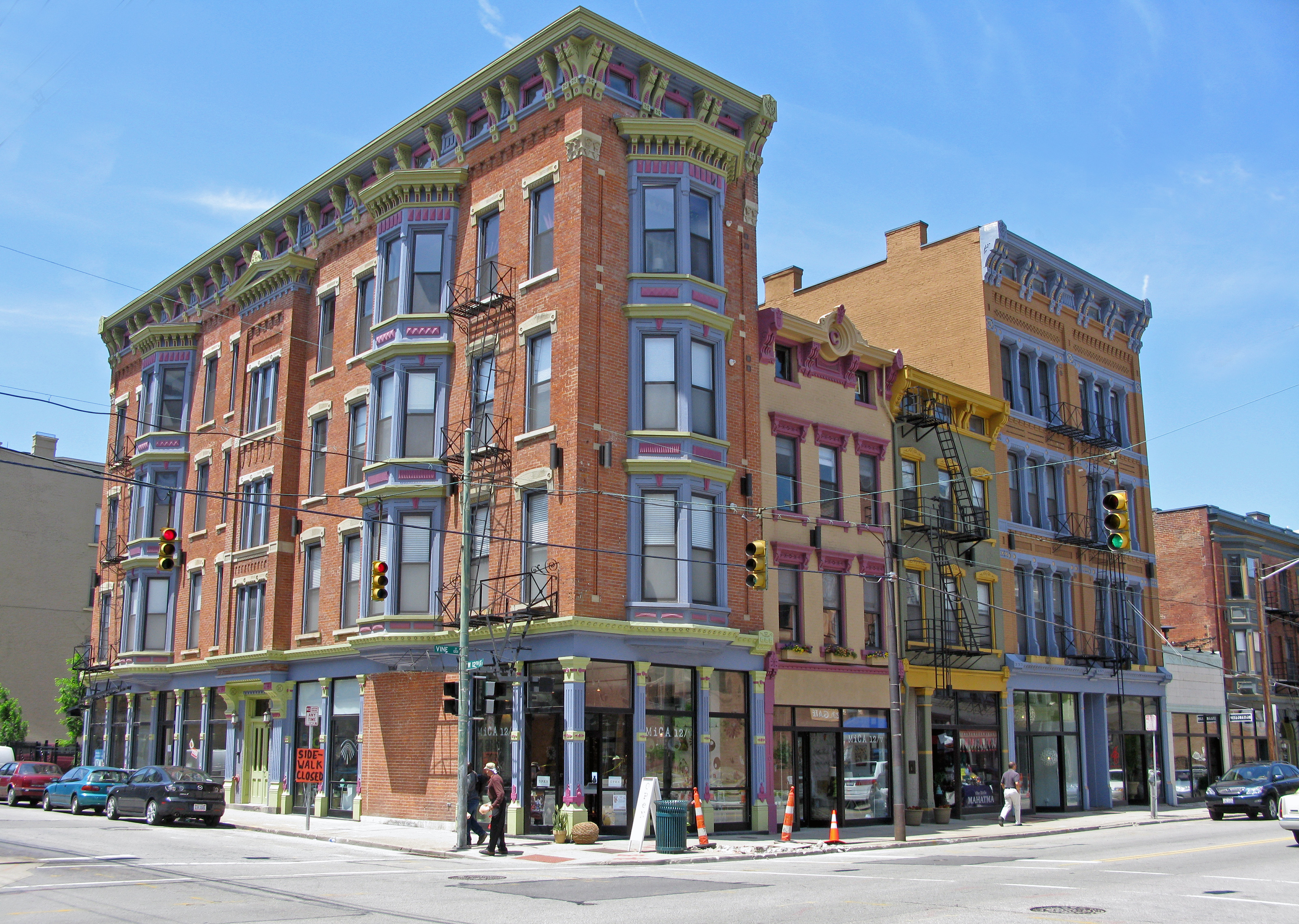
Série de cortiços italianizantes em Over-the-Rhine, Cincinnati, Ohio.
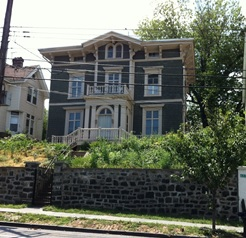
Boardman–Mitchell House localizada em Stapleton (Staten Island), NY.
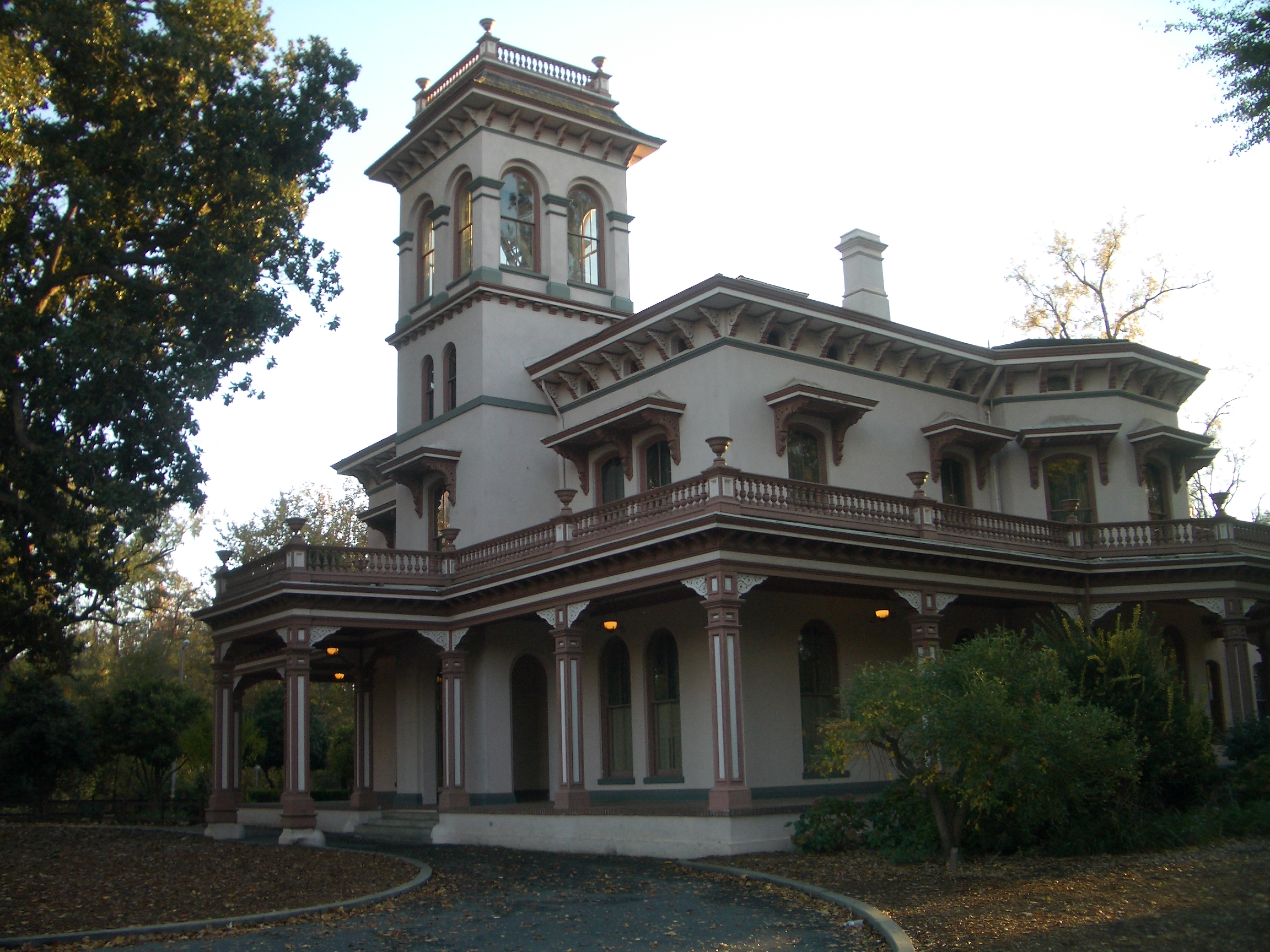
A mansão Bidwell, construída em 1865, Chico, Califórnia
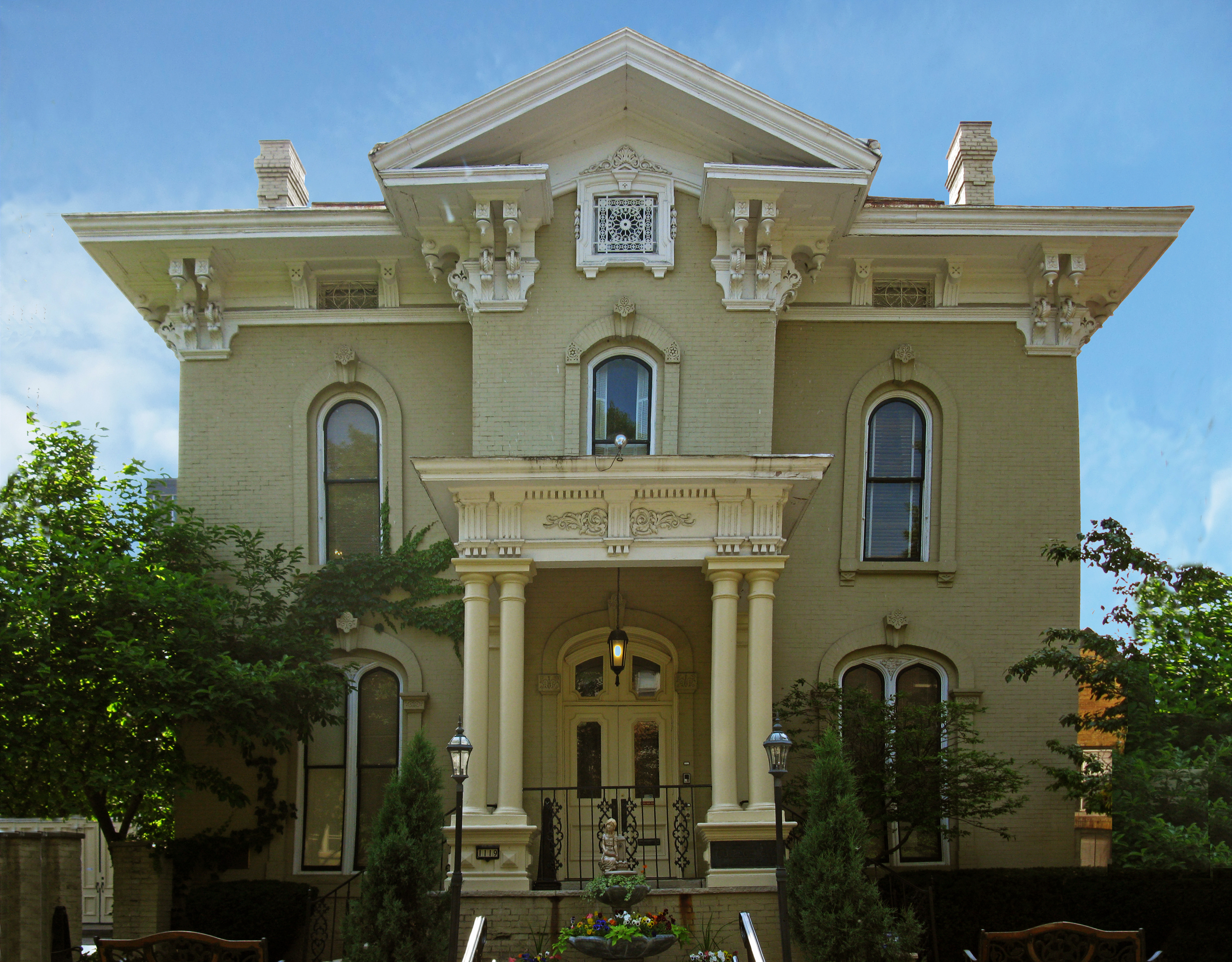
Residência de Robert Patrick Fitzgerald, Milwaukee, 1876: potpourri de características italianizantes
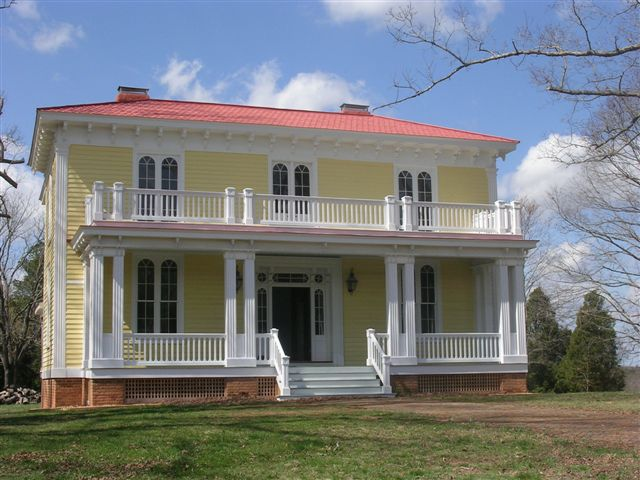
Annefield, Condado de Charlotte, Virgínia, construída em 1858.
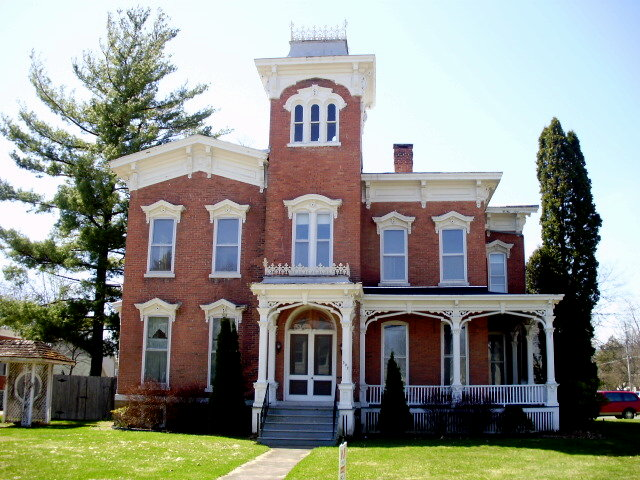
A Farnam Mansion em Oneida, Nova Iorque, construída em 1862.
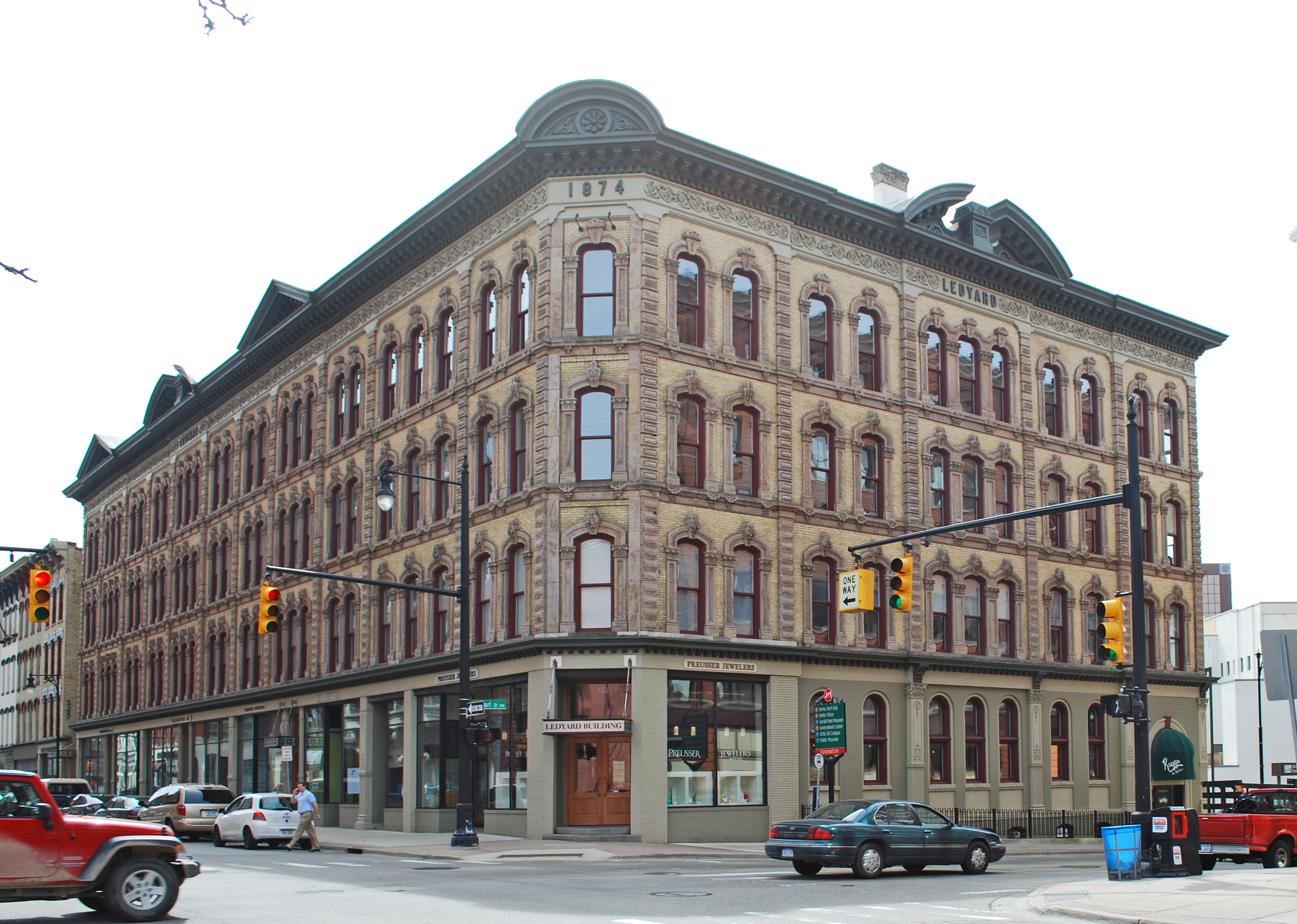
Distrito Histórico de Ledyard Block, sete edifícios interligados em estilo italianizante no centro de Grand Rapids, Michigan, construídos entre 1859 e 1874.
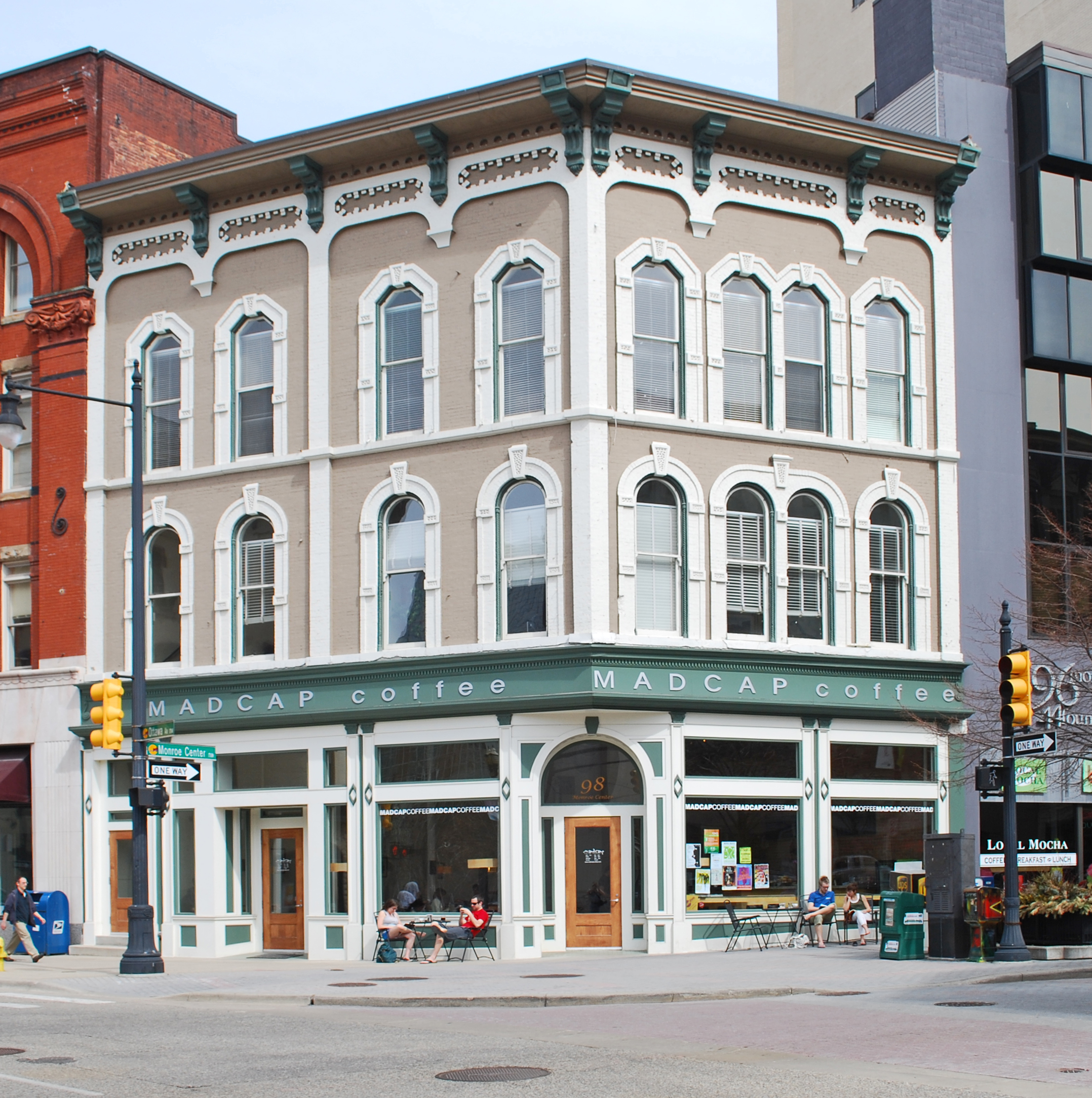
Aldrich Building, Grand Rapids, Michigan, consutrído em 1869.
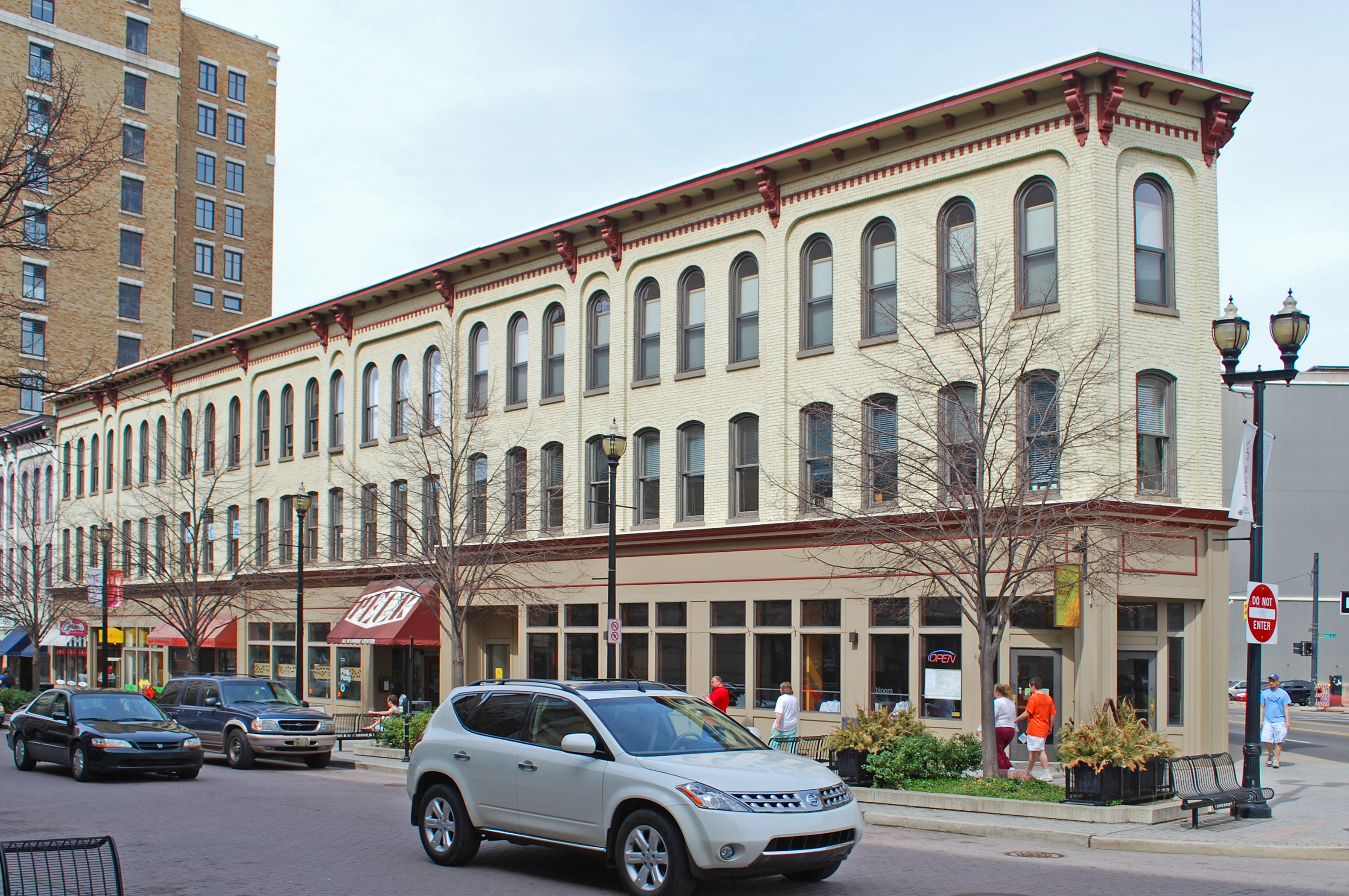
Peck Block, Grand Rapids, Michigan, construído em 1875.
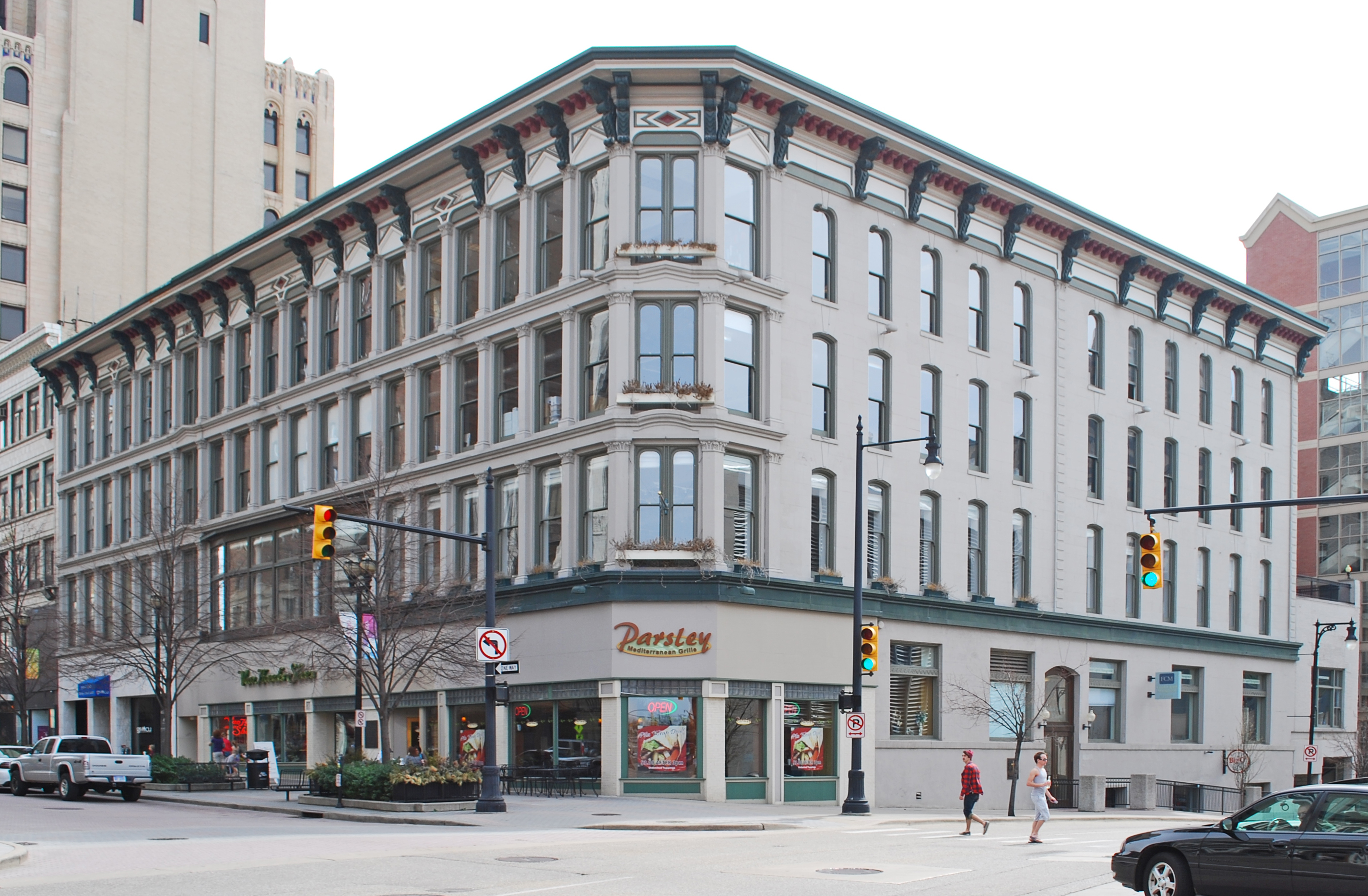
Aldrich Godfrey and White Block, Grand Rapids, Michigan, construído em 1874.
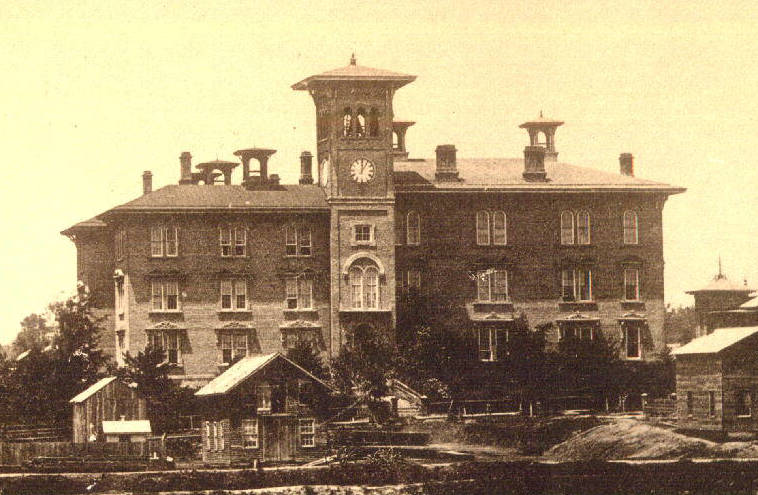
Toledo Central High School em Toledo, Ohio, 1864
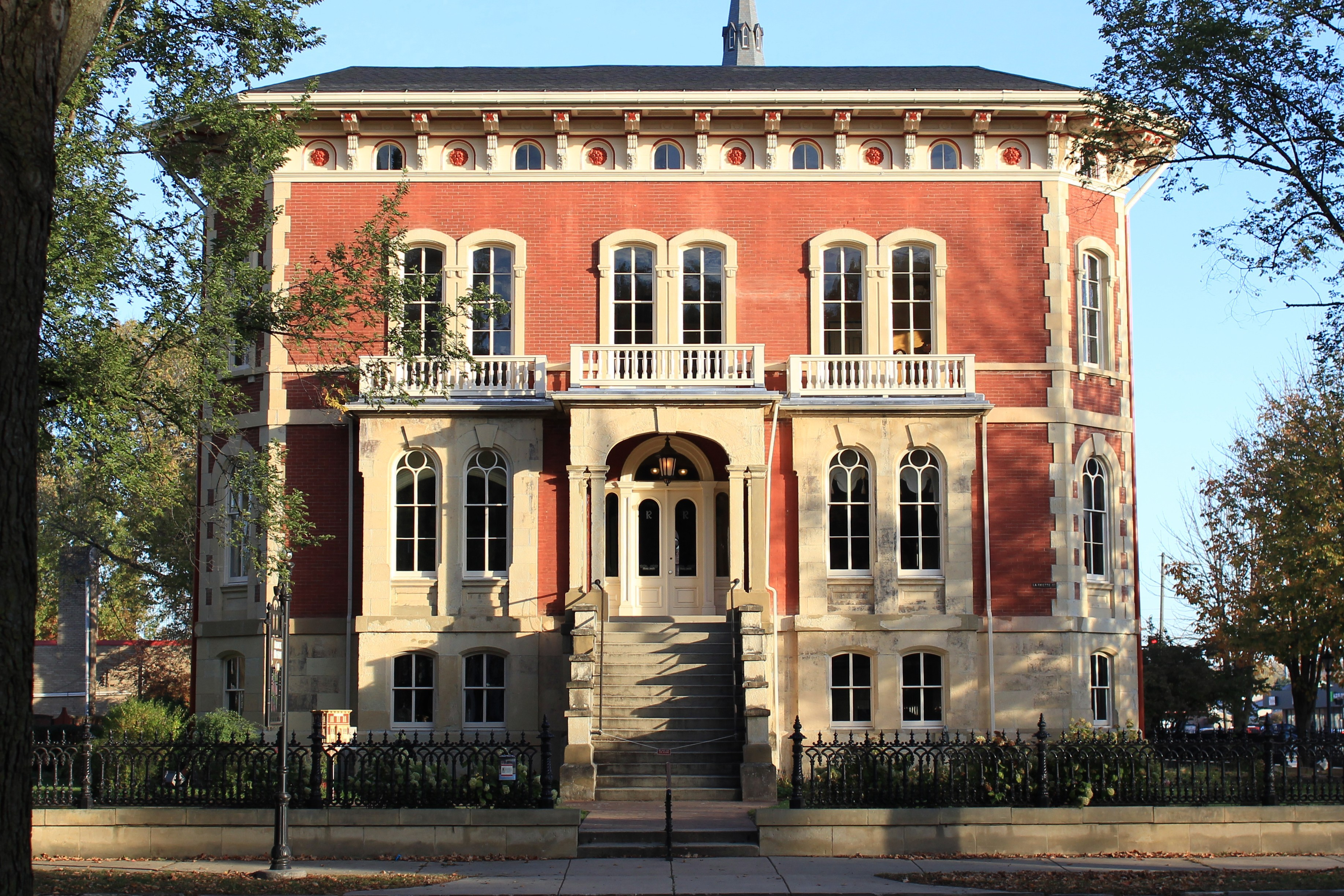
Mansão de William Reddick em Ottawa (Illinois). Construída em 1855.
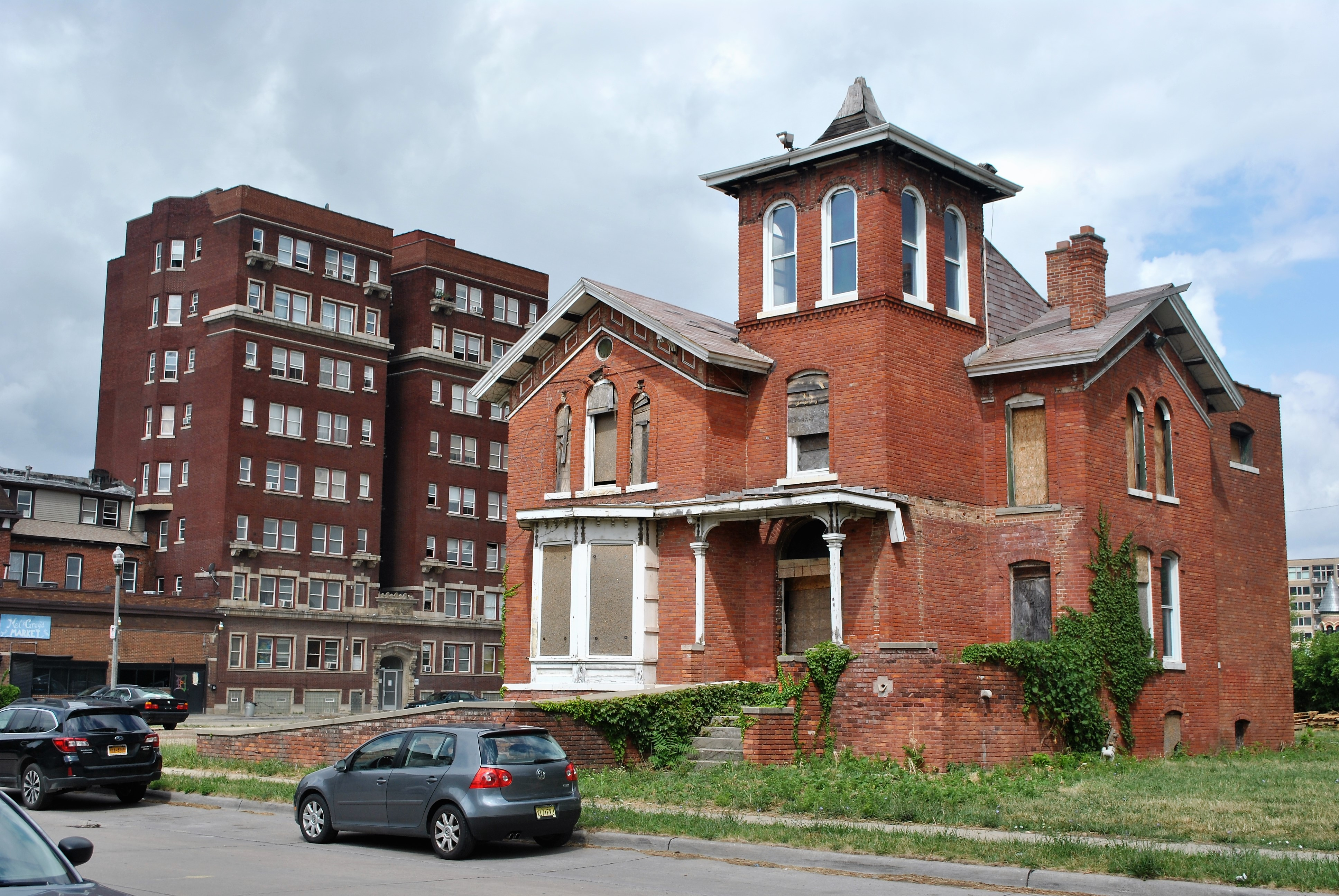
Residência de Horace S. Tarbell, Detroit, Michigan, construída em 1869.

### Austrália e Nova Zelândia

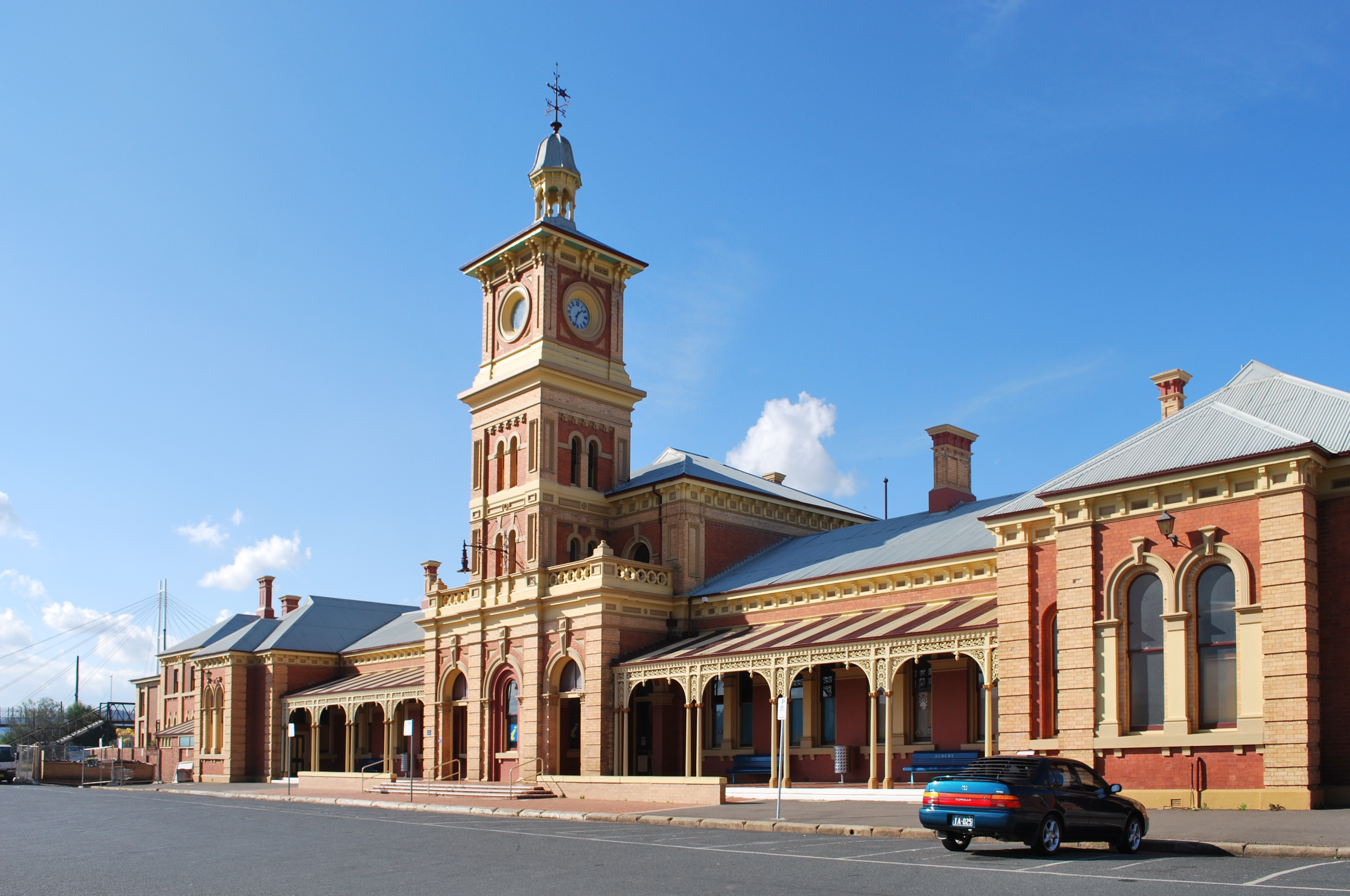
Estação ferroviária de Albury, Nova Gales do Sul, Austrália (1881).
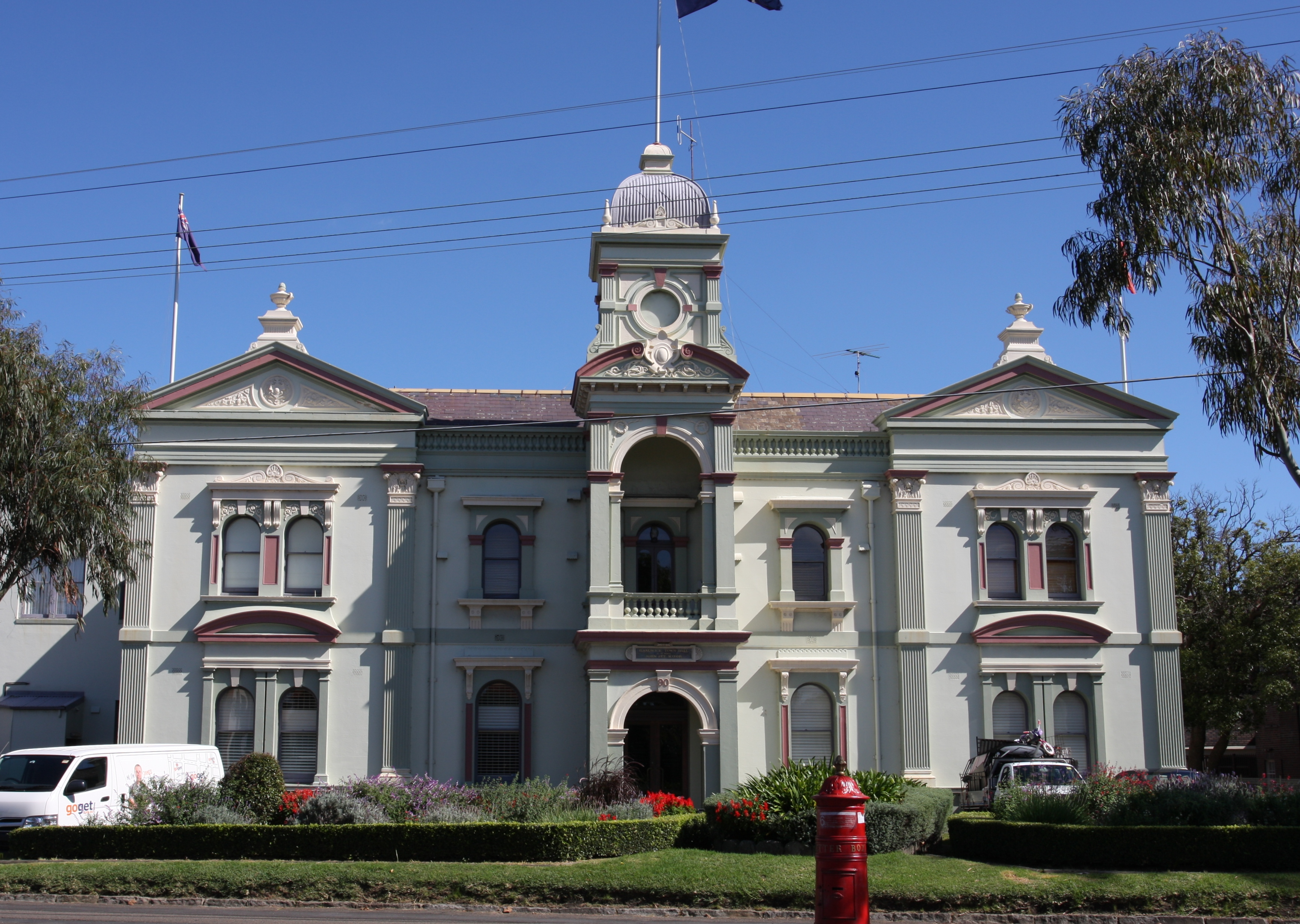
Randwick Town Hall, Nova Gales do Sul
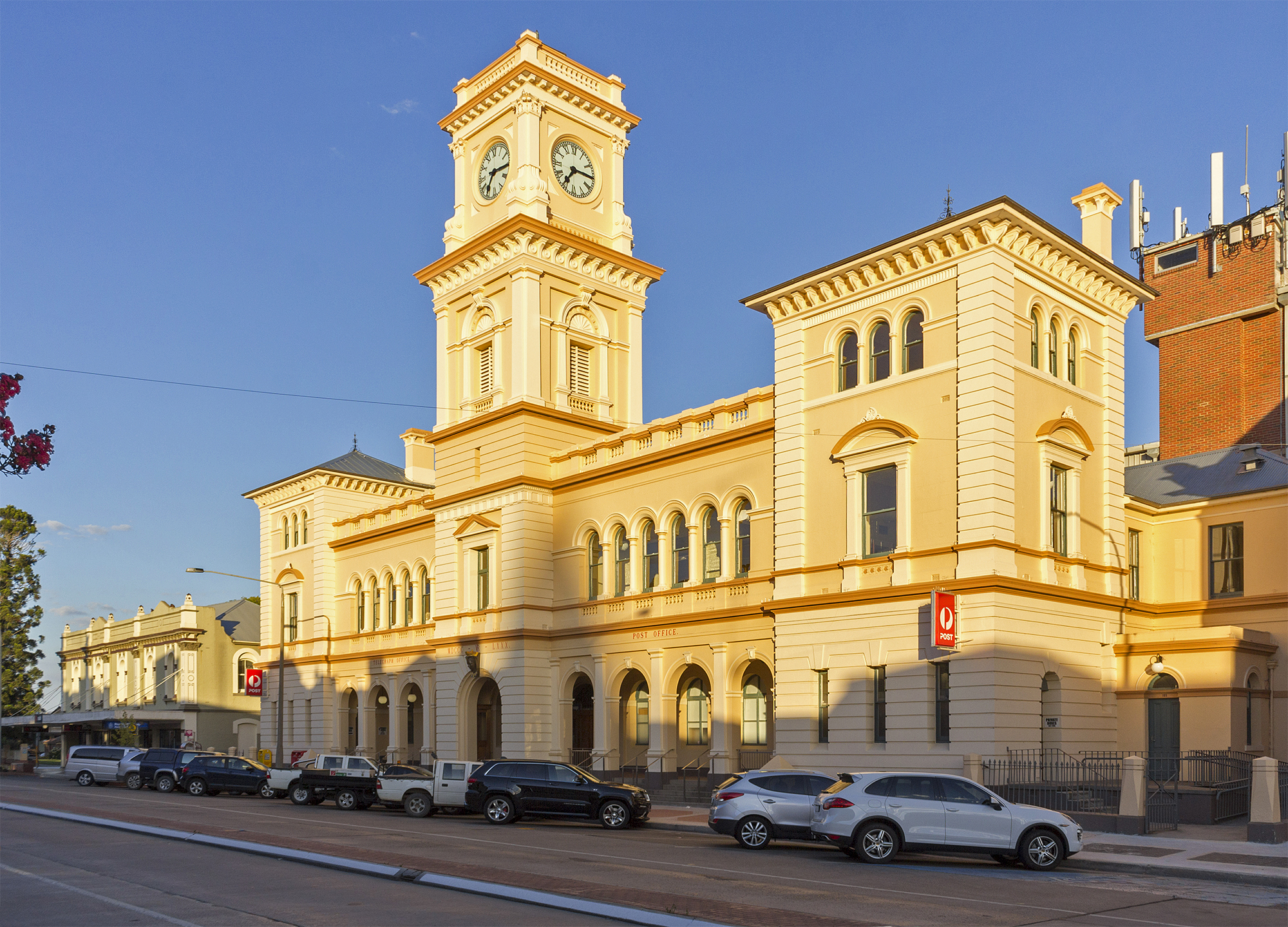
Goulburn Post Office, Nova Gales do Sul
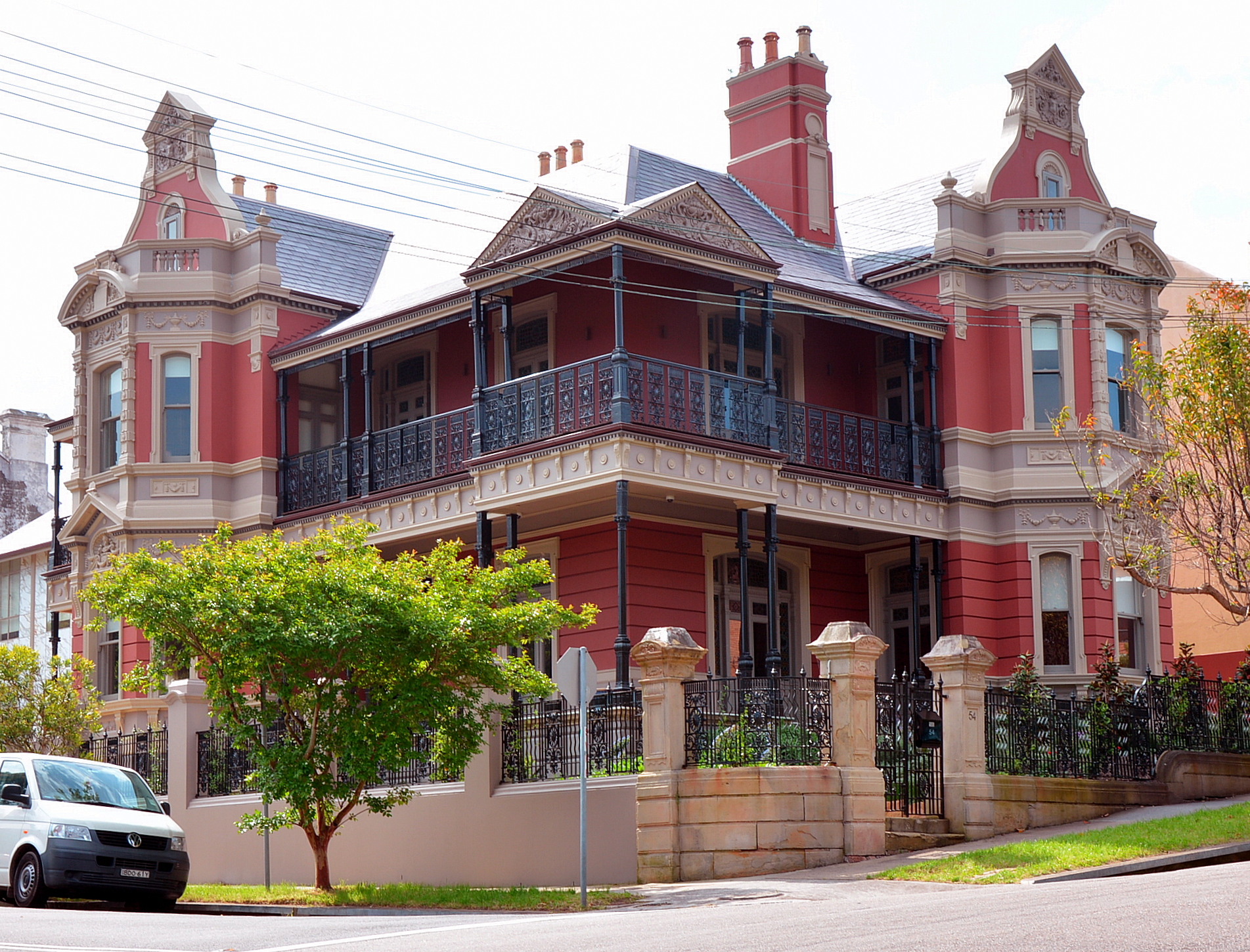
Casa italianizante em Randwick, Nova Gales do Sul
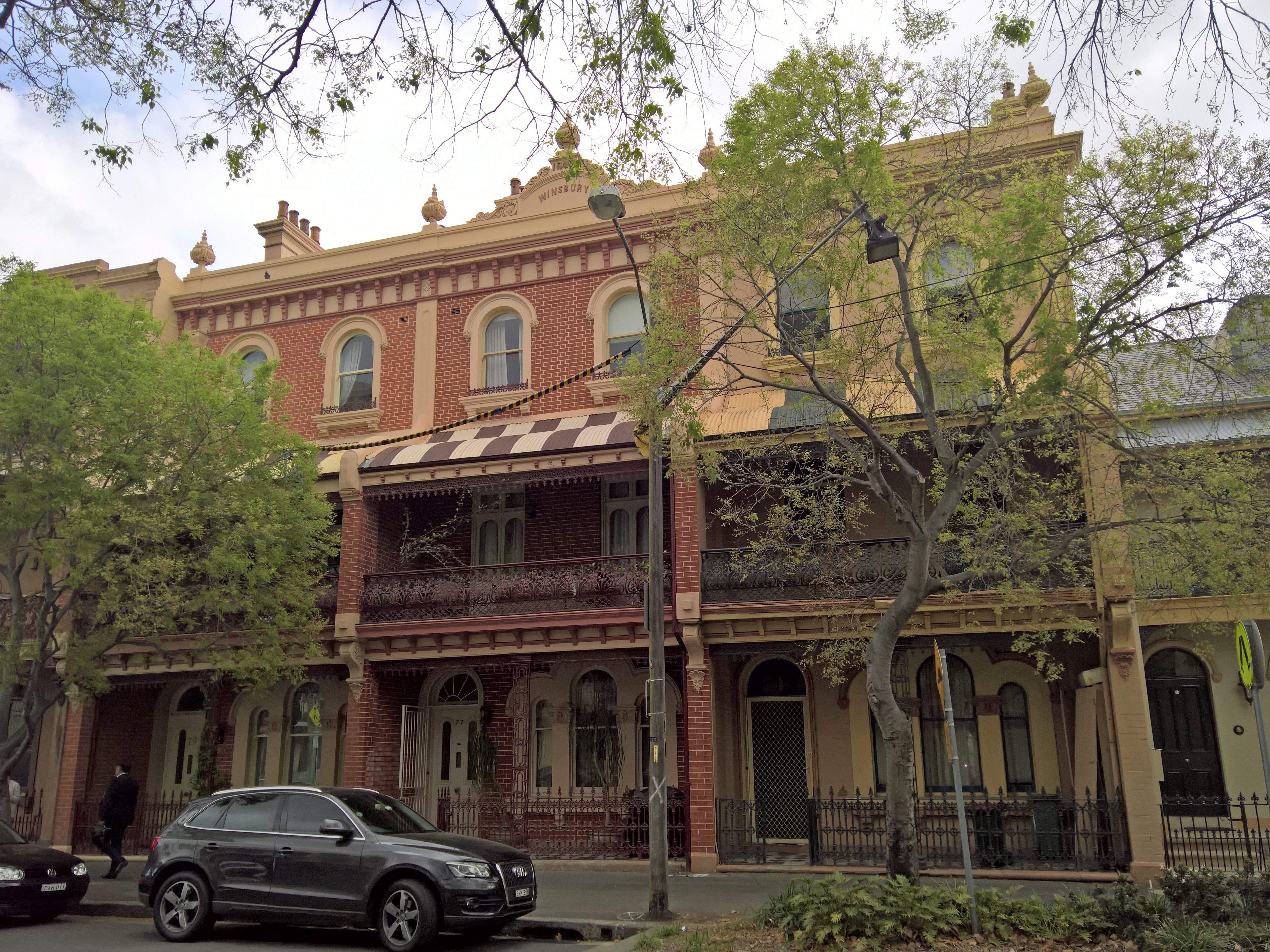
Casas conjugadas italianizantes em Millers Point, Sydney
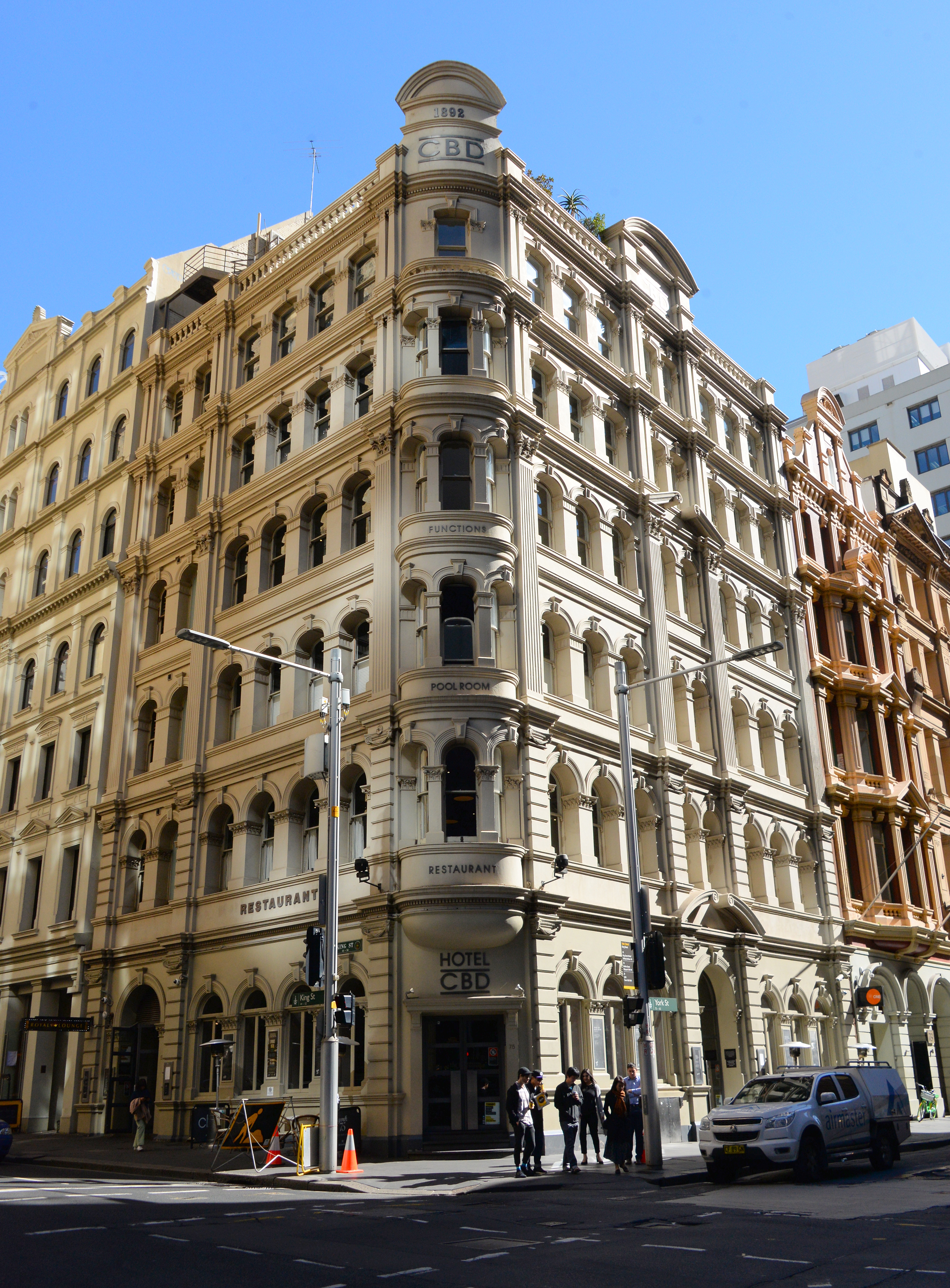
Antigo National House, Sydney
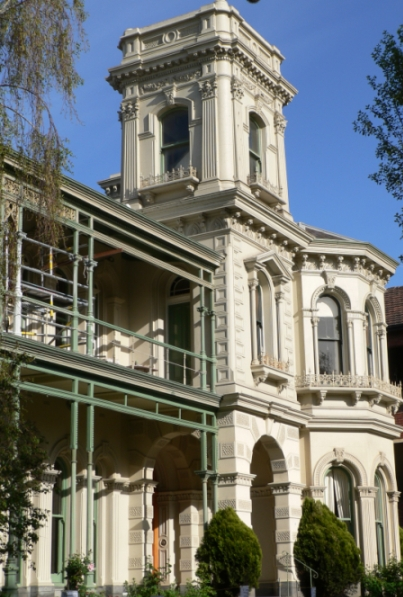
Myrnong Hall, Acland Street, St Kilda (Vitória), Melbourne
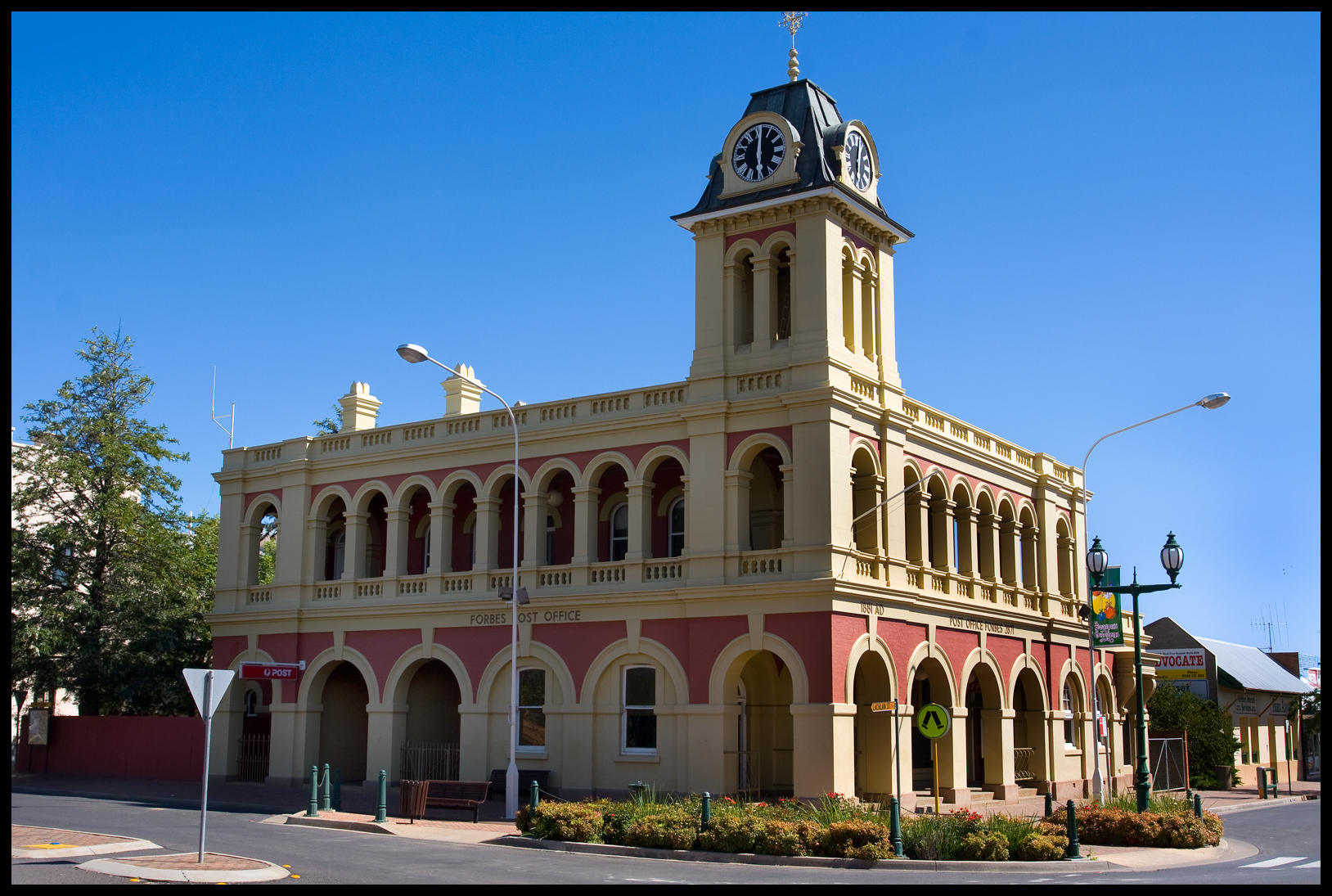
Forbes Post Office
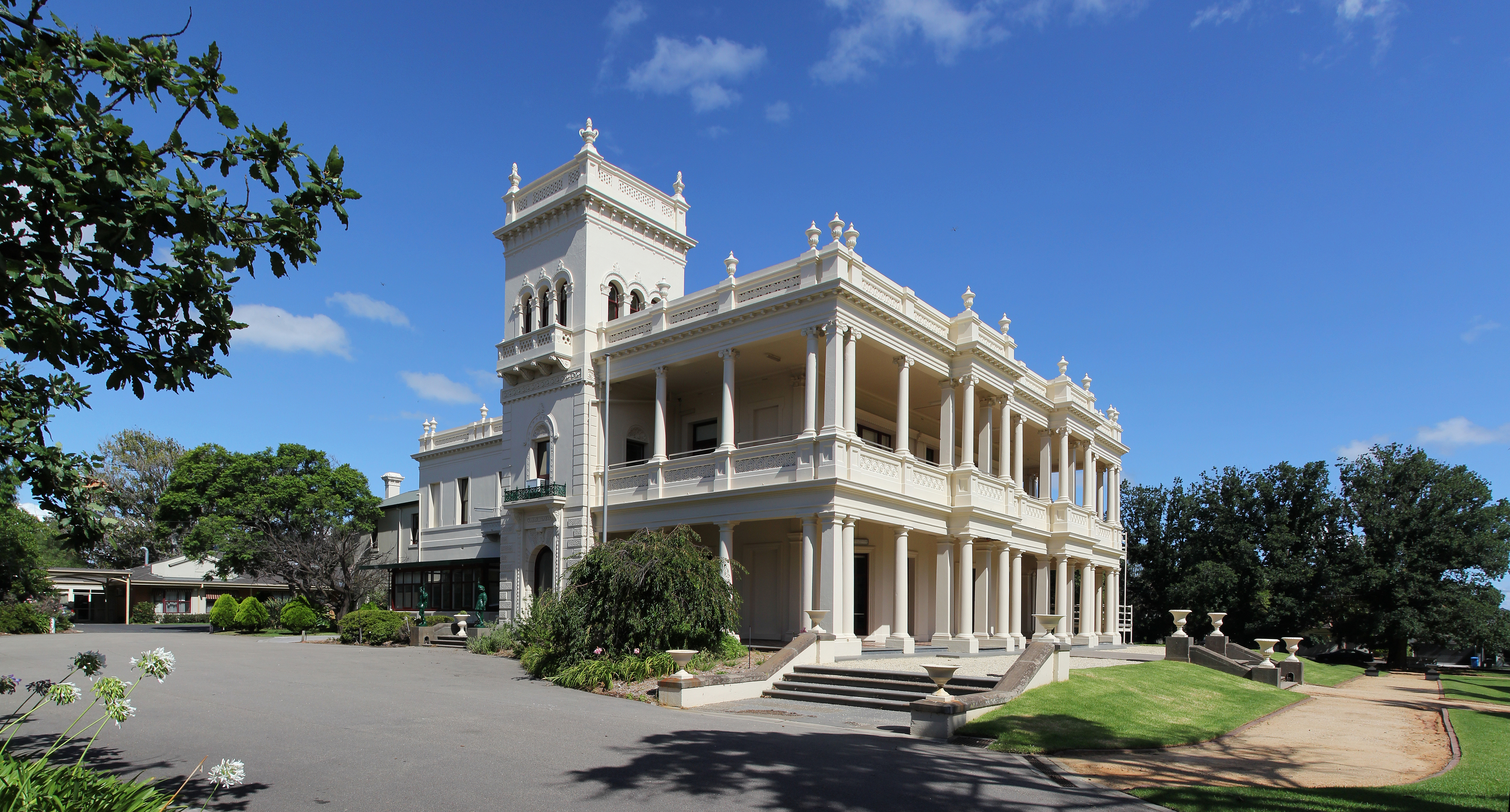
Kamesburgh, North Road, Brighton, Vitória
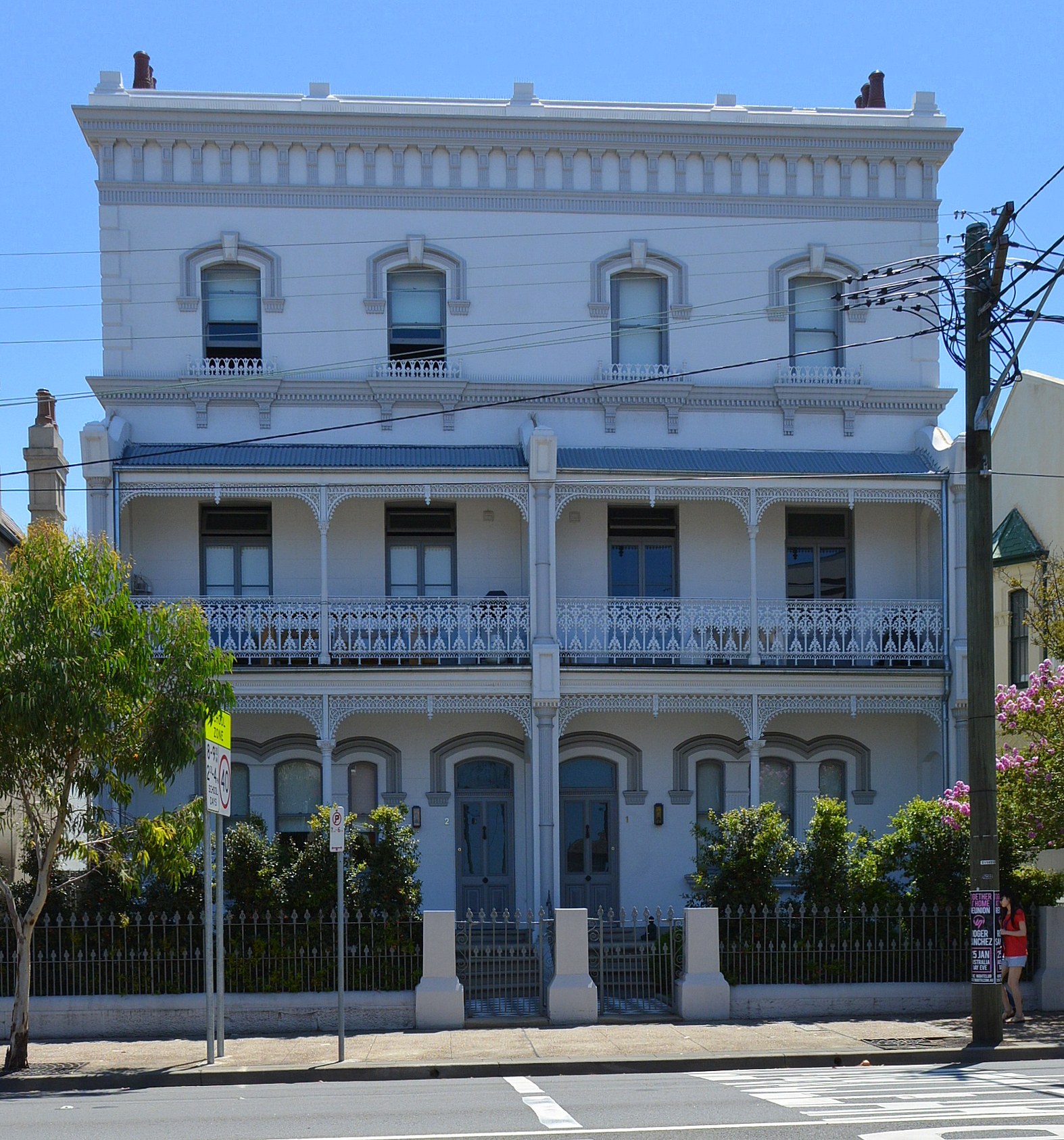
Casas geminadas italianizantes, Randwick, Nova Gales do Sul
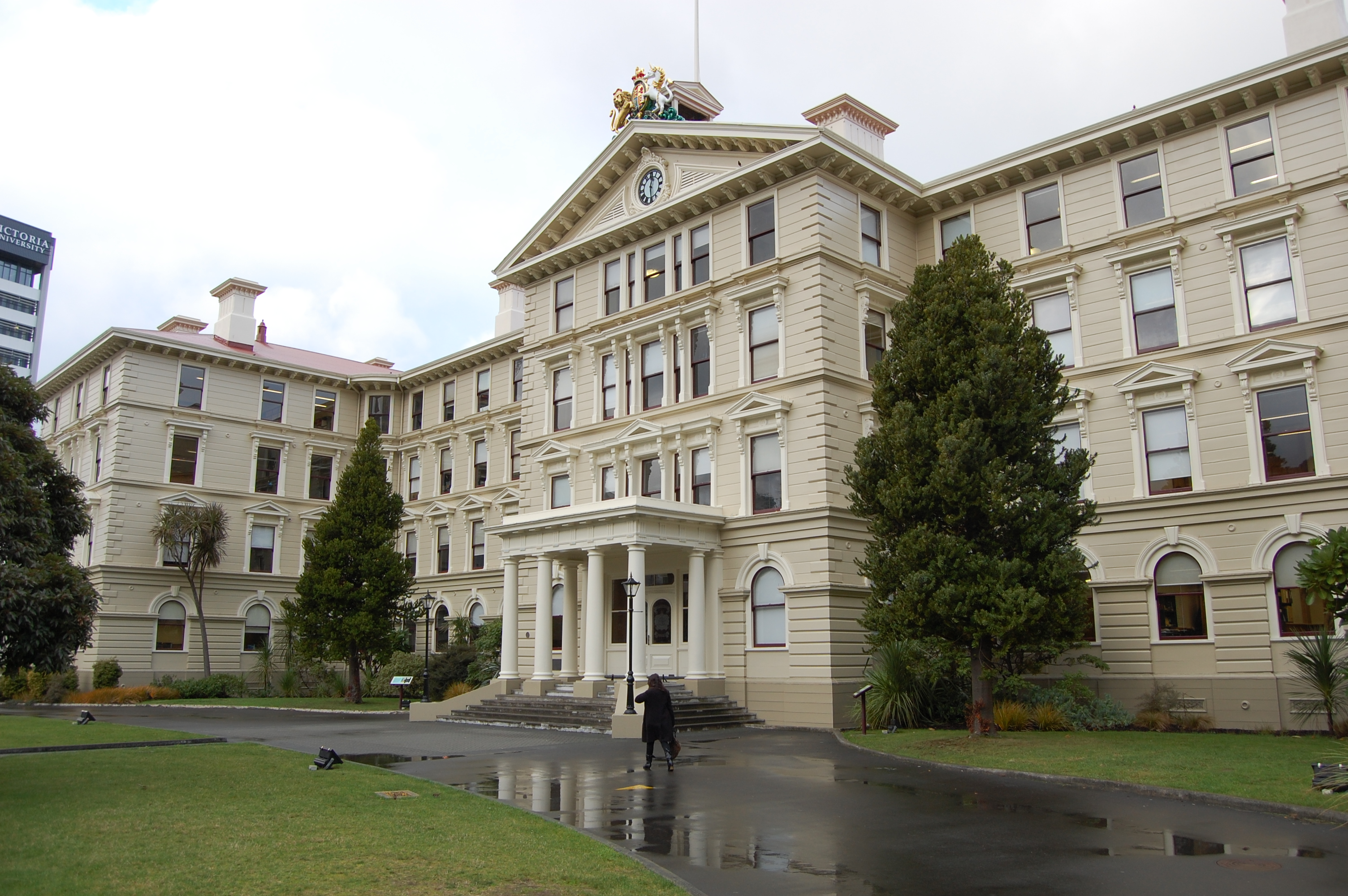
Old Government Buildings, Wellington
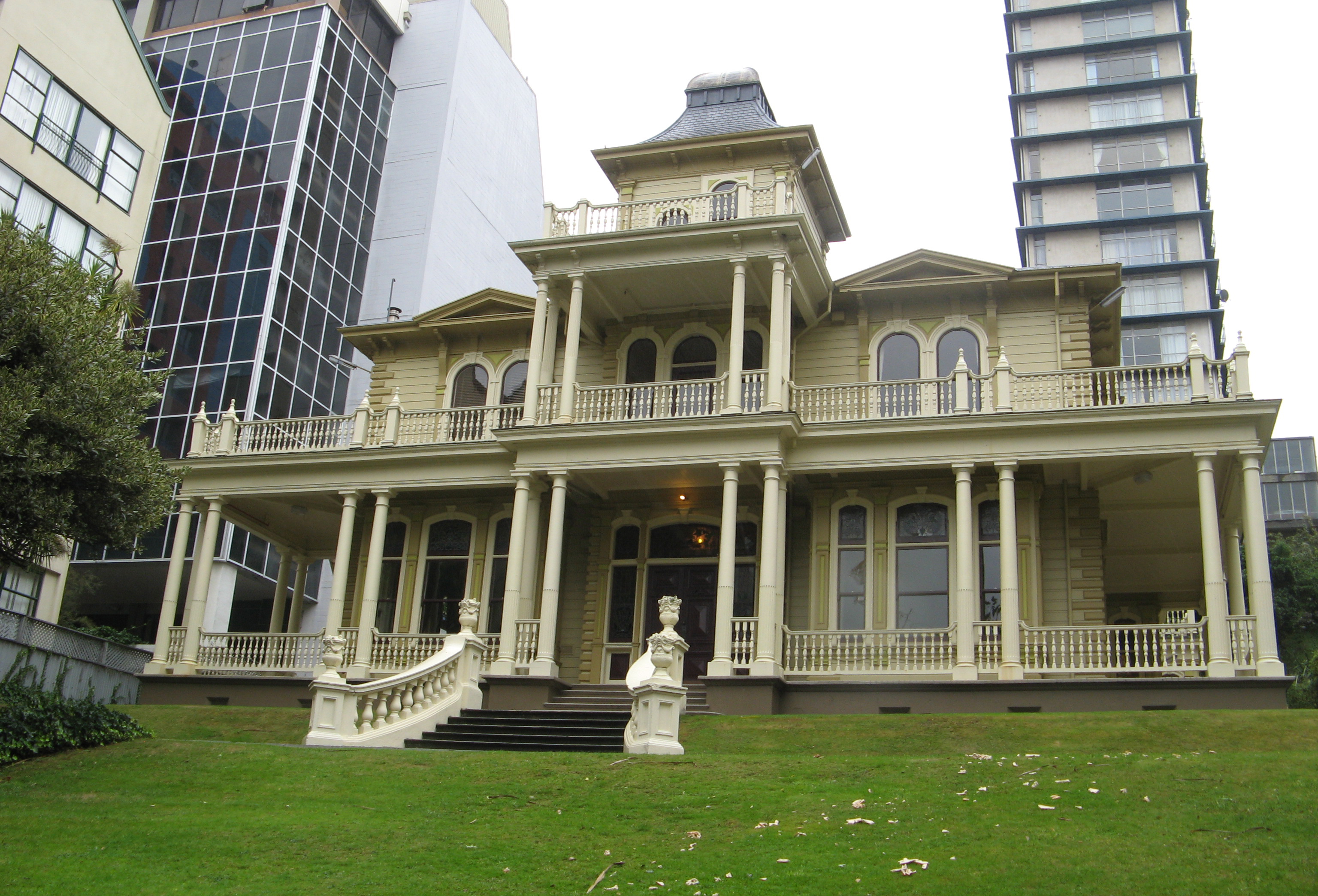
Antrim House, Wellington